# Îles de la Madeleine
Cet article concerne l'archipel. Pour la municipalité, voir Les Îles-de-la-Madeleine. Pour les autres significations, voir Îles de la Madeleine (homonymie).
Les îles de la Madeleine forment un archipel situé au centre du golfe du Saint-Laurent, juste au sud du chenal Laurentien.
L'archipel est composé d'une douzaine d'îles, dont six sont reliées par des bancs de sable. Au début, il a été nommé Menquit en micmac, signifiant « îles battues par les vagues » ou « par le ressac », morphant au milieu du XIXe siècle vers le forme courant : Menagoesenog. D'ailleurs, l'explorateur Jacques Cartier les a nommées initialement « Araynes », du latin arena (sable). Elles ont été colonisées de façon permanente à partir de 1765 et ses habitants (nommés Madelinots et Madeliniennes) sont répartis dans plusieurs hameaux, réunis au sein de la Communauté maritime des Îles-de-la-Madeleine. Cette communauté fait partie de la région administrative québécoise de la Gaspésie–Îles-de-la-Madeleine.

## Géographie

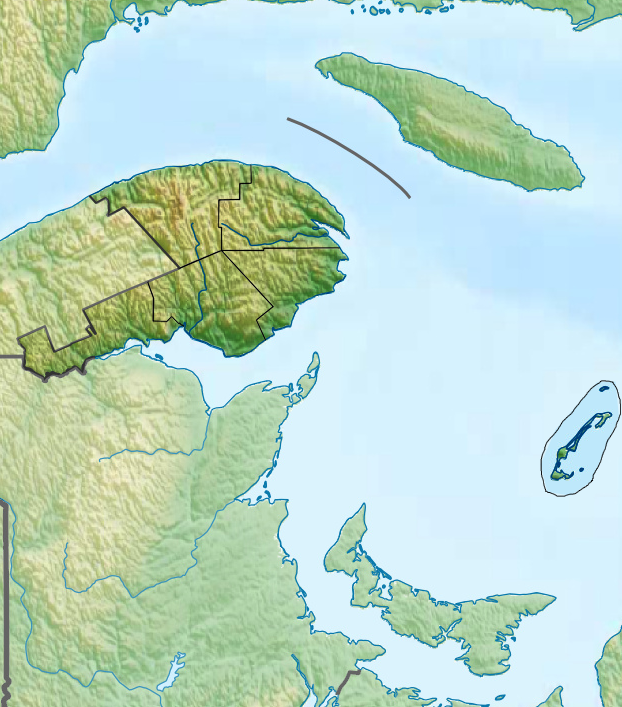
Localisation des Îles-de-la-Madeleine (entourées sur la carte).

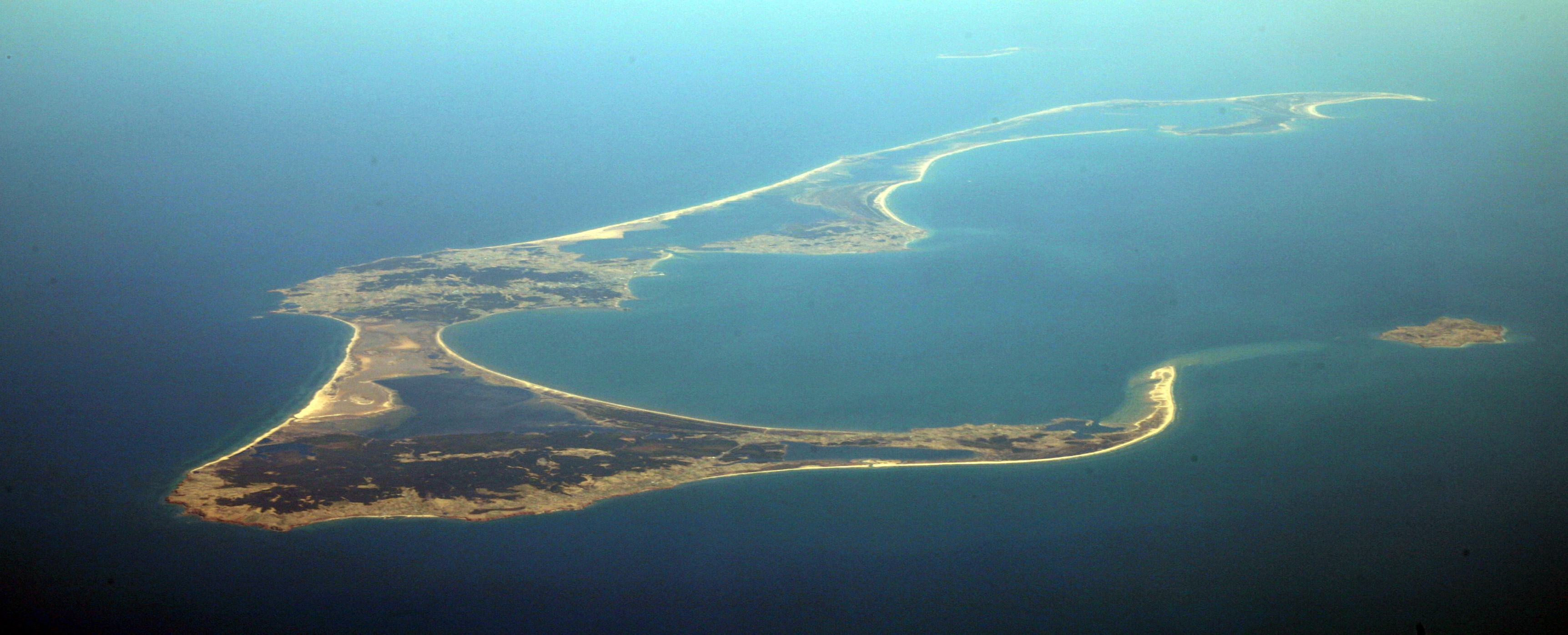
Vue aérienne de l'archipel.

L'archipel est situé environ au centre du golfe du Saint-Laurent, trônant sur les hauts-fonds entre la péninsule gaspésienne et l'île du Cap-Breton (Nouvelle-Écosse), à 82 km au nord de l'Île-du-Prince-Édouard et à 152 km à l'ouest-sud-ouest de Terre-Neuve.
Le territoire, anciennement très boisé, est maintenant l'objet de reboisement continu et est recouvert de forêts à près de 25 %. Il est aussi très dunaire, offrant près de 300 km de plages. Au sud de l'archipel se trouvent deux îles très différentes l'une de l'autre : l'île du Havre Aubert est la plus grande, la plus boisée et est habitée par des francophones. La seconde, l'île d'Entrée, habitée par des anglophones, est une petite île non reliée par les dunes, dominée par la plus haute colline (Big Hill) de l'archipel et dotée de quelques arbres seulement, réunis en un petit boisé.
Les îles de l'archipel sont principalement reliées par quatre longues dunes et deux ponts :
- L'île du Havre Aubert,
- L'île de la Grande Entrée,
- L'île du Havre aux Maisons,
- L'île du Cap aux Meules,
- L'île aux Loups (où se trouve la localité de Pointe-aux-Loups),
- La Grosse Île et
- La Pointe de l'Est, dite aussi l'île de l'Est.

Le nombre exact d'îles varie selon le décompte : traditionnellement, l'Île de l'Est était comptée comme faisant partie de l'île de la Grande Entrée, les Madelinots énumérant « les » 6 îles reliées entre elles ; la liste ci-haut en compte 7, tandis que Nature Québec n'en compte que 5, regroupant la Grosse Île avec l'Île de l'Est et la Grande Entrée en une seule île.
L'archipel comprend aussi, détachés du groupe principal :
- L'île d'Entrée,
- L'île Brion,
- Les Rochers aux Oiseaux,
- L'île du Corps-Mort

La MRC des Îles de la Madeleine est constituée de deux municipalités et de huit villages avec une population totale de 14 232 résidents.
Les habitants vivent à l'heure normale de l'Atlantique (HNA), comme ceux de l'extrême est de la basse Côte-Nord, c'est-à-dire une heure plus tard que dans le reste du Québec, qui vit à l'heure normale de l'Est (HNE).
713 naufrages ont été comptabilisés sur les îles, dus à de fortes tempêtes et à ses hauts-fonds, ce qui donne aux Îles-de-la-Madeleine le triste titre du plus grand cimetière marin en Amérique du Nord. Le dernier naufrage à ce jour est celui du Nadine, qui coula le 16 décembre 1990, à quelques kilomètres des côtes. Le premier naufrage est celui du Essex, en 1741, au Corps-Mort.

## Géologie

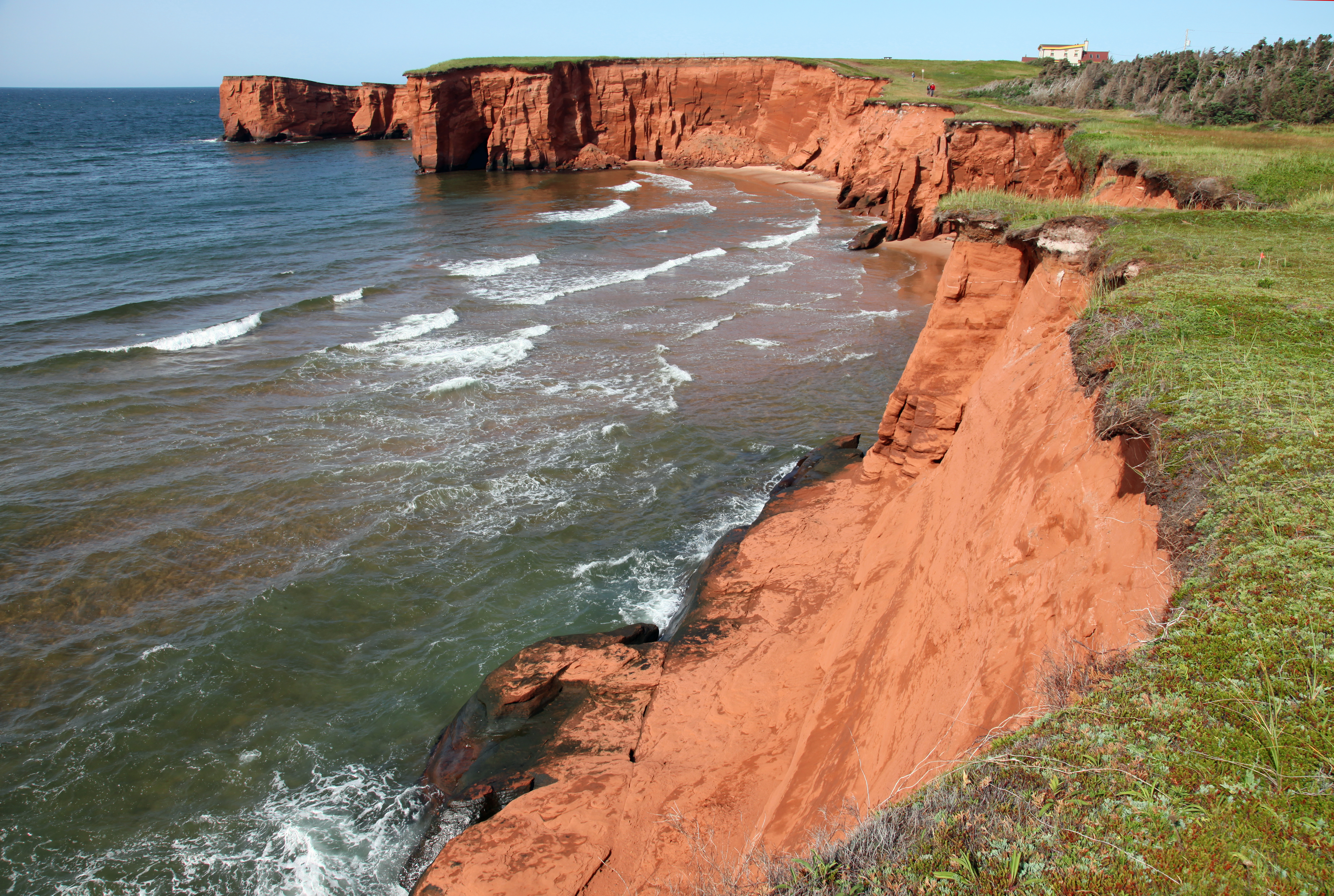
Belle-Anse, dans la partie nord de l'île du Cap aux Meules.

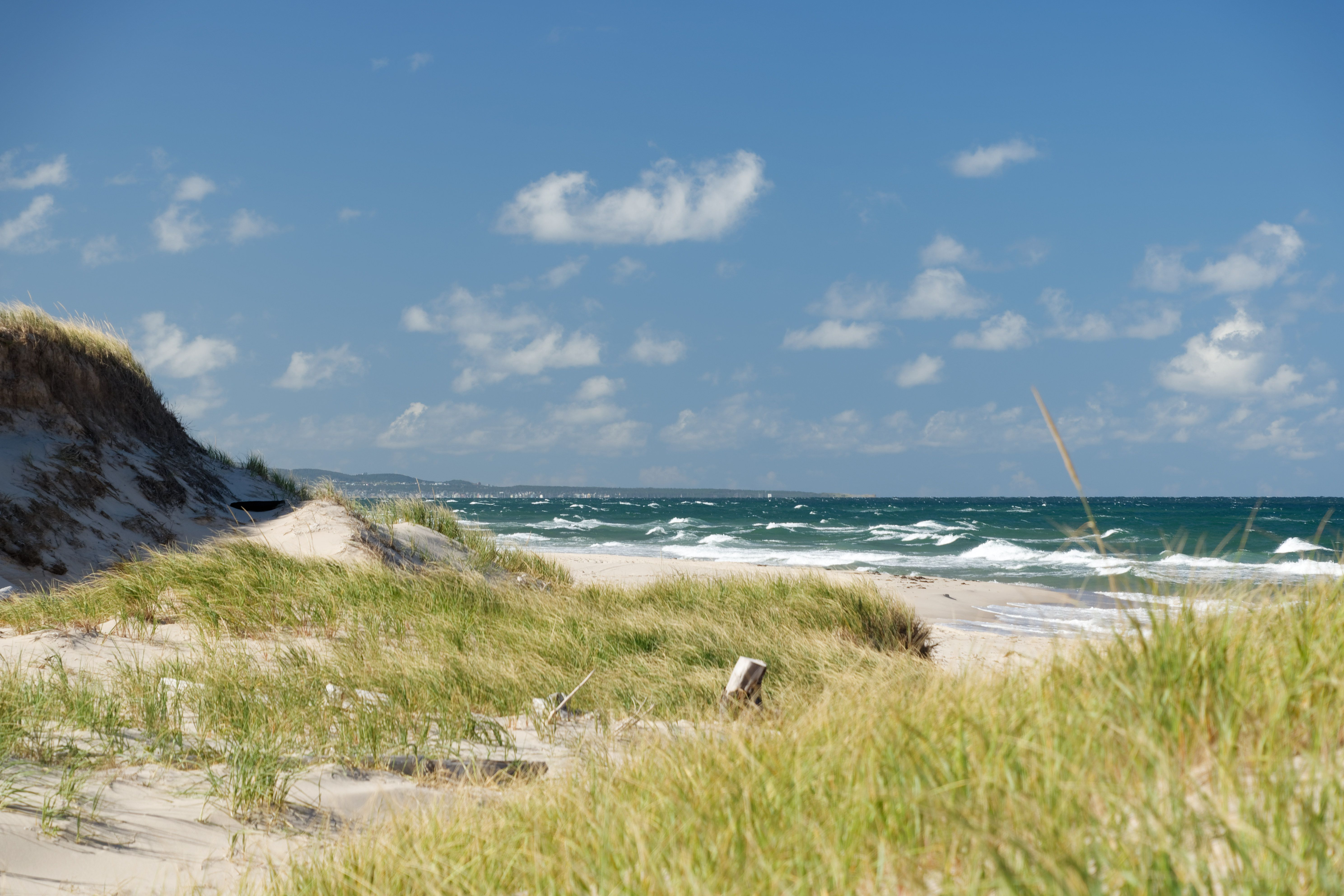
Dune du Nord.

L'archipel des Îles-de-la-Madeleine est sur le site d'une mer datant de l'époque où les continents étaient réunis (pangée). La mer était alors vis-à-vis l'équateur et elle s'est asséchée laissant une épaisse couche de sel, sur laquelle s'est ensuite entassée une succession de sédiments de roches volcaniques. La compression des nouvelles couches les a rendues plus denses que le sel sousjacent qui les précédait et ce dernier a tendance à remonter sous forme de bulles, ou colonnes, qu'on appelle dômes salins ou diapirs. Plusieurs diapirs de sel entourent l'archipel et trois gros diapirs supportent les îles : vis-à-vis l'île du Havre Aubert, l'île du Cap aux Meules et Grosse-Île, où la mine Seleine exploite le sel pour le déglaçage des routes. Ce phénomène de diapirs déformant les couches géologiques supérieures est appelé relèvement isostatique et est dû aux pressions lithostatiques de ces couches.
Une bonne partie du territoire est de formation dunaire, où l'ammophile joue un rôle important dans la fixation du sol. Les falaises nombreuses et colorées présentent aussi différentes structures. Par exemple, lorsqu'elles sont rouges et sculptées en grottes, ce sont des formations sableuses, dont l'effritement fournit les dunes en sable. On y voit aussi des siltites, des argiles, du grès, de l'albâtre, diverses roches volcaniques et du gypse, présent aussi sous forme de diapirs.
Une étude publiée en 2011 a permis de constater l’impressionnante richesse que renferme le patrimoine géomorphologique et géologique des Îles-de-la-Madeleine. Cette étude a consisté à remonter l’échelle des temps géologiques dans le but de retracer l’évolution du paysage d’aujourd’hui au travers un réseau de sites historiques témoins, soit les géomorphosites. Les géomorphosites sont une représentation de la géodiversité d’un territoire qui, elle, désigne la diversité du monde abiotique.

## Faune

### Mammifères

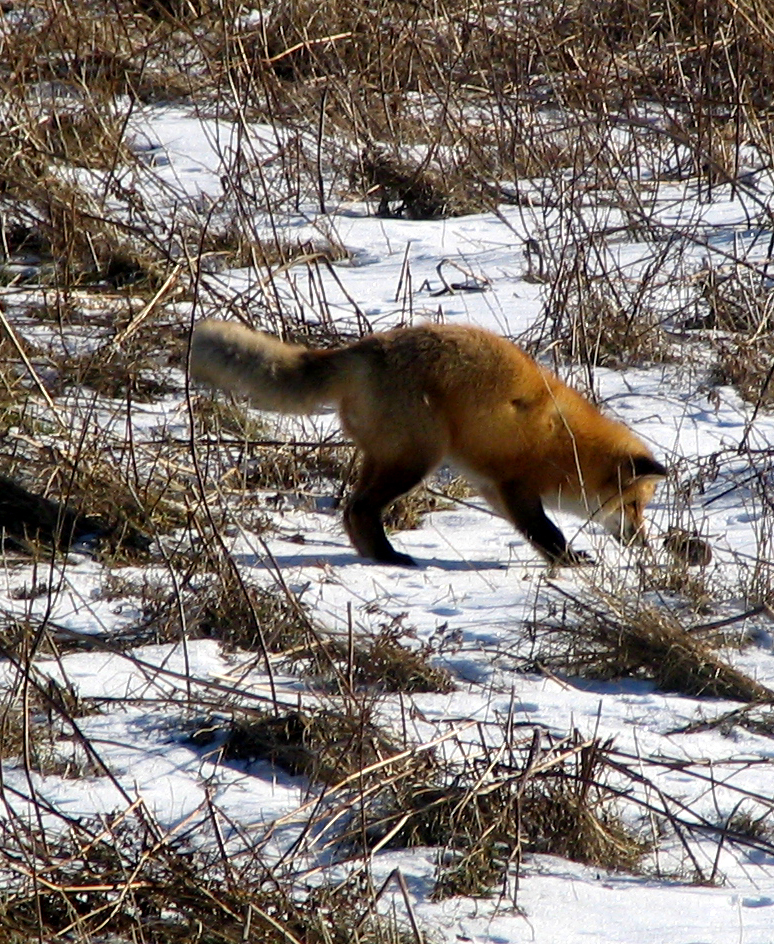
Renard roux chassant à Fatima, près du quai de Cap-aux-Meules.

Plusieurs espèces de phoques côtoient les îles, comme le phoque gris ou le phoque commun ; le phoque du Groenland et le phoque à capuchon sont deux espèces qui viennent mettre bas en hiver sur les eaux du golfe du Saint-Laurent. La faune du golfe contient également quelques rorquals et dauphins.
L'archipel compte peu de mammifères terrestres, comparativement aux autres régions du Québec. Parmi les principales espèces indigènes, on retrouve le renard roux, la souris sylvestre, le rat surmulot et le campagnol des champs. Contrairement au reste du Québec au sud du 52e parallèle, les iles ne compteraient aucune présence de loup, mais il y a des coyotes.
L'écureuil roux a été introduit sur l'archipel à la fin des années 1970 et s'y est très bien adapté. Une étude de densité de population a révélé une densité d'écureuils plus élevée qu'ailleurs au kilomètre carré, due en grande partie à la quasi absence de prédateurs. Notez que cette espèce se retrouve seulement sur les îles de Havre-Aubert, Cap-aux-Meules et Havre-aux-Maisons. Le lièvre d'Amérique était présent sur les îles dans le passé et la population a été détruite. En 1994, un projet de réintroduction du lièvre a eu lieu sur l'île du Havre Aubert. Aujourd'hui, on retrouve ce dernier sur cette île et sur l'île du Cap aux Meules, et la population se porte bien. Par le passé, un élevage de vison d'Amérique a eu cours sur l'île du Havre Aubert. Quelques individus se sont échappés de leur lieu de captivité et on retrouve maintenant une petite population dans les étangs bordant la lagune du Havre-aux-Basques. Également, on y trouve des poissons de tous genres.

### Oiseaux

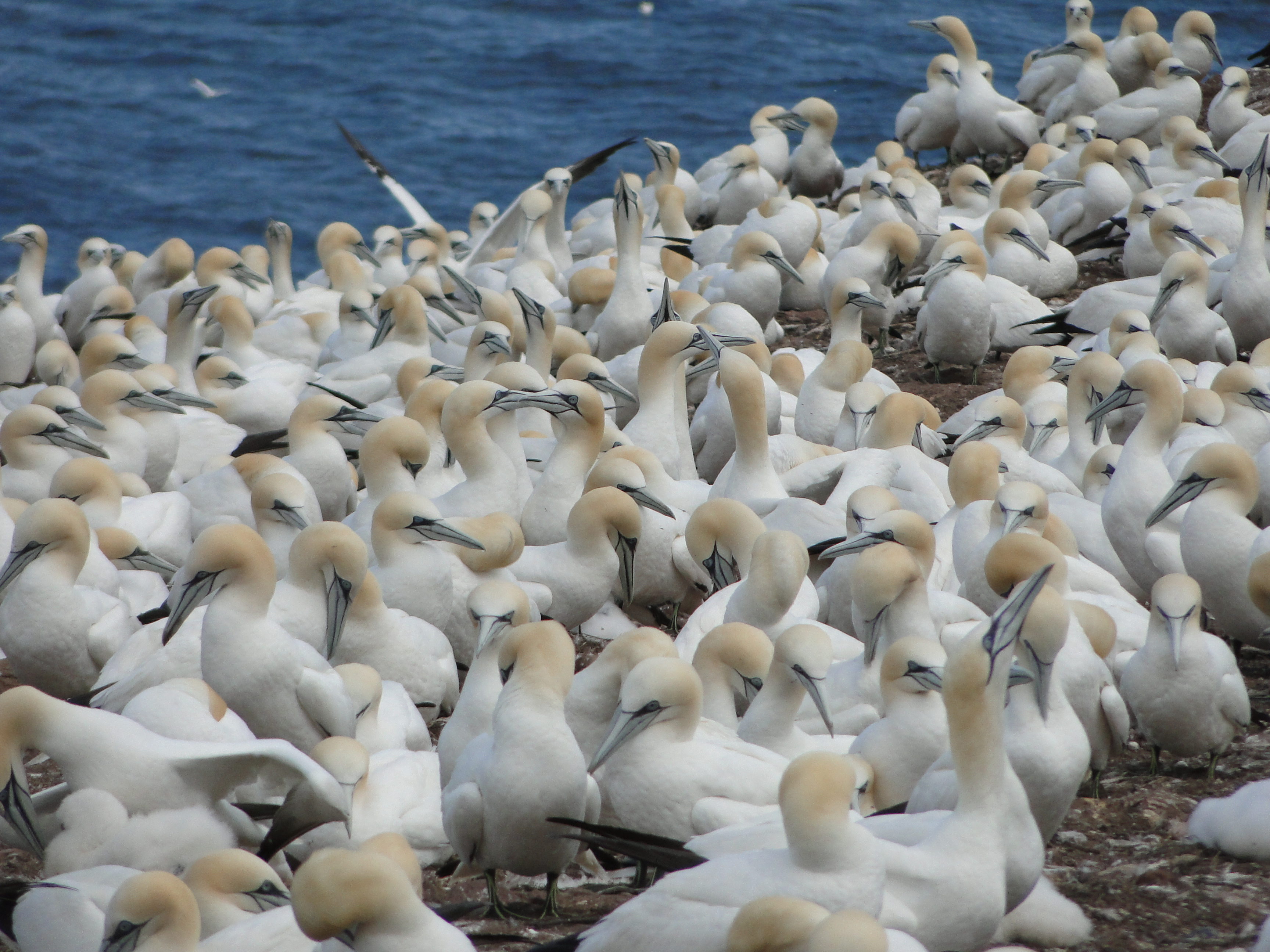
Les Fous de Bassan sont l'une des espèces d'oiseau de mer qui nichent dans l'archipel.

Plus de 300 espèces ont été répertoriées aux îles de la Madeleine, mais c'est approximativement 200 espèces d'oiseaux qui fréquentent annuellement l'archipel. Ces oiseaux possèdent différents statuts : nicheurs, migrateurs, résidents, espèces hivernantes et visiteurs. Les oiseaux marins, de rivage et la sauvagine représentent la majorité des espèces qui compose l'avifaune des Îles de la Madeleine. On peut également observer des rapaces et des passereaux.
Plusieurs des oiseaux nicheurs vivent en colonie : le Fou de bassan, la mouette tridactyle, le grand Héron, le cormoran à aigrettes, le guillemot à miroir, le macareux moine, le petit pingouin, etc. Le pluvier siffleur, une espèce en voie de disparition mondialement, niche seulement sur les plages des Îles-de-la-Madeleine, en ce qui concerne le Québec. Entre le 1er mai et le 15 août, il est recommandé d'éviter les aires de reproduction identifiées par des panneaux de signalisation. Deux autres espèces d'oiseaux fréquentant les îles de la Madeleine, la sterne de Dougall et le grèbe esclavon, sont également sur la liste des espèces menacées.
Parmi les migrateurs se retrouvent fréquemment les oiseaux de rivages : les bécasseaux, les pluviers, les chevaliers, les Tournepierre, le courlis corlieu et la barge hudsonienne.
Quant aux résidents, ils sont peu nombreux. On compte environ 25 espèces, de la corneille d'Amérique, très répandue, au rare harfang des neiges. Notons enfin que le nombre d'individus et d'espèces atteint son maximum à la fin de l'été et au début de l'automne, quand les oiseaux migrateurs font leur halte dans l'archipel.

### Insectes
Les Îles de la Madeleine abritent des Melanoplus madeleineae, une espèce endémique d'orthoptère.

Les Îles subissent les courants du golfe du Saint-Laurent.

## Flore
Y coexiste les milieux des dunes, les différents marais, les prés salés, les lagunes, les tourbières la forêt et les prairies ; aussi comme les milieux agricoles et urbains.[style à revoir]
Les dunes couvrent 30 % de la superficie totale des Îles. Elles sont recouvertes d'Ammophile à ligule courte qui retiennent le sable.
Autres plantes comme la sabline faux-péplus, la gesse maritime, le caquillier édentulé, la smilacine étoilée, la camarine noire et la hudsonie tomenteuse, sont aussi présentes.
Dans les marais et prés salés on trouve d'espèces comme le carex, le scirpe et la Spartina, le Jonc de la Baltique, la glauce maritime, la salicorne d'Europe et la Limonie de Nash.
Les tourbières sont formées principalement pour sphaigne. On trouve certaines plantes insectivores comme la sarracénie pourpre et le rossolis à feuilles rondes; aussi comme la calopogon tubéreux et la Linaigrette à large gaine.
Dans les marais d'eau douce pousse le iris versicolore, le trèfle d'eau, le Rubanier à gros fruits, la Potentille des marais et la kalmia à feuilles étroites.
La forêt de sapin, Épinette noire et Épinette blanche peu développée peu contenir Mélèze laricin et Épinette rouge et abrite plantes comme le cornouiller du Canada, le streptope rose, le gadelier glanduleux, le ronce du mont Ida, le thé du Labrador, le cypripède acaule, la clintonie boréale, la maïanthème du Canada, la linnée boréale et le monotrope uniflore.
Dans les champs, les prairies et le bord de la route, on trouve : marguerite blanche, bouton d'or, trèfle rouge, trèfle blanc, trèfle alsike, trèfle pied-de-lièvre, vesce jargeau, mélilot jaune, verge d'or, immortelle blanche, épilobe à feuilles étroites et orge agréable entre autres.

## Écologie
Le milieu de l'archipel est constamment balayé par le vent et subit l'influence de différents courants du golfe. Ce qui y vit y demeure fragile et vulnérable devant l'érosion. Ce processus est accéléré par les changements climatiques et la diminution des glaces hivernales et de la banquise qu'ils provoquent. La destruction des glaces agit d'ailleurs directement sur la disponibilité des aires de reproduction pour les phoques.

### Eau
Le service de l'Environnement du Canada surveille constamment la qualité bactériologique des eaux coquillières et des secteurs de plage sont ainsi fermés à la cueillette de mollusques parce qu'ils sont contaminés par les eaux usées des maisons environnantes. La qualité des secteurs est déterminée par la présence, dans les échantillons d'eau, de coliformes fécaux, qui sont causés par les pollutions résidentielles et agricoles. En 2007, 1 700 maisons des îles ne seraient pas encore équipées correctement pour gérer leurs eaux usées; cette pollution menace également la nappe phréatique. L'eau potable est une autre ressource qui subit de fortes pressions sur le petit territoire des Îles : plus elle est drainée de sa nappe naturelle, plus cette dernière est vulnérable à l'invasion de l'eau salée, qui est définitive.
Les déversements accidentels ou volontaires d'hydrocarbures dans le golfe du Saint-Laurent sont une autre source importante de pollution dans la région. Les oiseaux en sont les principales victimes, l'engluage les condamnant souvent à la mort par hypothermie. Une grosse partie de ces déversements est due aux navires qui se débarrassent illégalement de leurs huiles usées dans les eaux côtières du Canada. La région a subi aussi plusieurs déversements accidentels, dont celui, en mars 1970, de la barge Irving Whale, qui a libéré 30 tonnes de combustible de soute entre l'Île-du-Prince-Édouard et les îles de la Madeleine, après qu’un de ses panneaux se soit détaché pendant une tempête. La nappe a dérivé jusque dans une aire d’alimentation d'eiders, contaminant environ 5 000 oiseaux. Ce déversement a fait presque autant de dégâts que celui de l’Arrow, dont il ne représentait que 1 % de l’ampleur. Encore en 2006, on en retrouve des résidus qui ont été enfouis dans les dunes des Îles-de-la-Madeleine.

### Sources d'énergie
Les Îles-de-la-Madeleine sont alimentées par une centrale thermique fonctionnant avec des moteurs diesel alimentés par du Mazout. C'est la centrale de ce genre la plus puissante en Amérique du Nord. Une éolienne expérimentale a été installée aux îles en 1977, mais le projet ne fut pas très concluant. De plus, une tentative d'introduction d'un petit parc éolien à l'île d'Entrée a échoué en 2006. Le vent est une ressource considérable sur l'archipel. Un projet de 2 éoliennes est présentement en marche tout près de la dune du Nord. Toutefois jumeler l'éolien et les moteurs diesel afin d'assurer un service adéquat représente un défi. Un projet d'évaluation d'implantation d'un câble sous-marin permettant de relier la centrale hydroélectrique de Percé aux Îles-de-la-Madeleine est actuellement à l'étude par Hydro-Québec et devrait se conclure dans les prochains mois de 2021. Advenant des conclusions positives, les Îles pourraient éventuellement voir leur source principale d'alimentation en électricité changer pour l'hydroélectricité plutôt que l'électricité thermique, ce qui serait beaucoup moins dommageable pour l'environnement.
Le coût du projet de câble sous-marin est évalué à 2,3 milliards de dollars sur quarante ans en 2022. S'il est approuvé, les travaux doivent débuter en 2024 et la mise en service avoir lieu en 2027.

### Climat
| Mois                                  | jan.       | fév.       | mars       | avril      | mai       | juin      | jui.      | août      | sep.      | oct.      | nov.       | déc.       | année           |
| ------------------------------------- | ---------- | ---------- | ---------- | ---------- | --------- | --------- | --------- | --------- | --------- | --------- | ---------- | ---------- | --------------- |
| Température minimale moyenne (°C)     | −9,7       | −12        | −7,1       | −1,5       | 3,5       | 8,9       | 13,8      | 14,6      | 10,9      | 5,6       | 0,4        | −4,8       | 1,9             |
| Température moyenne (°C)              | −6,4       | −8,2       | −4,1       | 1,2        | 7         | 12,5      | 17,1      | 17,8      | 13,9      | 8,2       | 2,8        | −2,3       | 5               |
| Température maximale moyenne (°C)     | −3,1       | −4,3       | −1         | 3,8        | 10,5      | 16,1      | 20,4      | 21        | 16,8      | 10,9      | 5,2        | 0,2        | 8               |
| Record de froid (°C) date du record   | −26,5 1994 | −27,2 1891 | −26,1 1897 | −12,9 1995 | −6,1 1972 | 0 1944    | 1,8 1982  | 3,9 1954  | −1,1 1890 | −5,6 1936 | −12,8 1894 | −24,4 1933 | −27,2 14/2/1891 |
| Record de chaleur (°C) date du record | 12,3 2006  | 9 2000     | 12 2012    | 17,2 2007  | 26,2 2020 | 28,9 1955 | 31,1 1949 | 30,6 1935 | 28,3 1942 | 21,2 2002 | 20,4 2009  | 12,6 2008  | 31,1 31/7/1949  |
| Précipitations (mm)                   | 97,3       | 74,3       | 76         | 73,7       | 86,3      | 76,3      | 75,5      | 84,7      | 95,8      | 94,1      | 108,9      | 94,3       | 1 037,3         |
| dont neige (cm)                       | 61,1       | 47,5       | 37         | 17         | 4,5       | 0         | 0         | 0         | 0         | 0,7       | 17,3       | 51,7       | 236,8           |
| Nombre de jours avec précipitations   | 22,2       | 16,6       | 16,8       | 14         | 14,5      | 12,4      | 13,1      | 12,5      | 13,1      | 17,4      | 19,1       | 21,4       | 193,1           |
| Nombre de jours avec neige            | 20,2       | 14,4       | 12,3       | 6,1        | 0,95      | 0         | 0         | 0         | 0         | 0,61      | 7,8        | 17,9       | 80,2            |

| Diagramme climatique                                  |             |          |             |             |             |              |            |              |             |             |             |
| J                                                     | F           | M        | A           | M           | J           | J            | A          | S            | O           | N           | D           |
| −3,1−9,797,3                                          | −4,3−1274,3 | −1−7,176 | 3,8−1,573,7 | 10,53,586,3 | 16,18,976,3 | 20,413,875,5 | 2114,684,7 | 16,810,995,8 | 10,95,694,1 | 5,20,4108,9 | 0,2−4,894,3 |
| Moyennes : • Temp. maxi et mini °C • Précipitation mm |             |          |             |             |             |              |            |              |             |             |             |

## Histoire

### Occupation autochtone
| Appartenances historiques Acadie (Nouvelle-France) (XVIe siècle–1713) Colonie de l'Île Royale (Nouvelle-France) (1713–1763) Colonie de Terre-Neuve (Amérique du Nord britannique) (1763–1774) Province de Québec (Amérique du Nord britannique) (1774–1791) Province du Bas-Canada (Amérique du Nord britannique) (1791–1841) Province du Canada (Amérique du Nord britannique) (1841–1867) Province de Québec (Canada) (1867–1931) Québec (Canada) (1931–) |

Les archéologues estiment que la première présence humaine sur l'archipel remonte à près de 10 000 ans, soit durant la période du paléoindien récent. Cette estimation est basée sur la découverte de pointes de projectiles caractéristiques du paléoindien, similaires à celles trouvées ailleurs dans les Maritimes, telles que des pointes de lances à base concave ou des pointes lancéolées. Elle demeure toutefois imprécise puisqu'aucun matériel organique en provenance d'un site paléoindien n'a pu être daté à ce jour à l'aide du carbone 14. Étant donné que des Autochtones ont fréquenté la Nouvelle-Écosse depuis 12 500 ans, il n'est pas exclu que les Îles de la Madeleine aient pu recevoir des visiteurs encore plus tôt qu'estimé présentement. Quoi qu'il en soit, l'archipel a par la suite été abondamment visité durant les millénaires qui ont suivi, c'est-à-dire durant les périodes de l'archaïque et du sylvicole, et ce, jusqu'à la période de contact avec les Européens.
Il n'est pas encore clair si les peuplements autochtones s'installaient aux Îles de façon temporaire ou permanente. En raison de leur éloignement du continent et de l'absence de mammifères terrestres de grande taille, certains pensent que les Îles de la Madeleine n'étaient fréquentées que durant la période estivale, notamment pour les quantités abondantes de morses, de phoques, de poissons, de mollusques et d'oiseaux,. L'archipel est nommé Menquit par les Micmacs, mot signifiant « îles battues par les vagues ». À partir du milieu du XIXe siècle, Menagoesenog (« îles battues par le ressac ») est utilisé,.

### Découverte et expéditions européennes

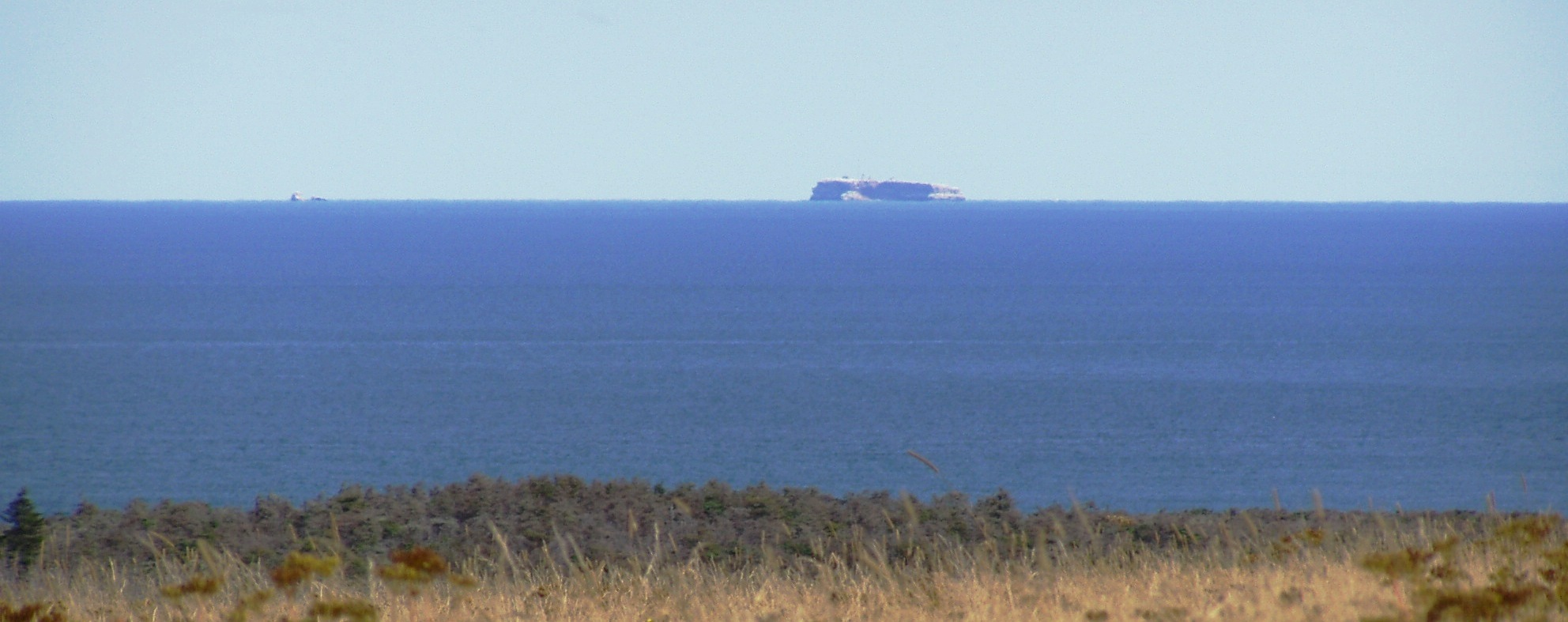
Les rochers aux Oiseaux sont les premières îles découvertes par Jacques Cartier en mai 1534.

L'explorateur français Jacques Cartier offre la première description des îles. Le 25 juin 1534, il atteint les rochers aux Oiseaux (qu'il nomme « Isle aux Margeaux »). Il explore l'île Brion, nommée en l'honneur de son protecteur Philippe Chabot de Brion. Il longe ensuite le littoral ouest de l'archipel sans réaliser son caractère insulaire. Lors de son deuxième voyage au Canada en 1536, il baptise les îles du nom d'Araynes. Le terme, provenant du mot latin arena signifiant sable, fait référence aux bancs de sable reliant les îles entre elles. Les premiers pêcheurs européens font leur apparition dans la deuxième moitié du siècle.
Les années 1590 sont une décennie marquante puisque plusieurs pêcheurs bretons, basques, anglais et micmacs se côtoient et fréquentent maintenant les îles. En mai 1591, l'armateur français La Court de Pré-Ravillon et de Granpré, un malouin comme Cartier, mène une expédition dans les îles à bord du Bonaventure. Il en fait une description détaillée. À cette époque, les pêcheurs nomment l'archipel « Raméa », en raison de son aspect ramifié. Le nom évoluera en îles « Ramées ». Toutefois, en 1593, dans le récit du Marigold, un navire anglais, c'est le nom micmac Menquit qui est mentionné. Le 20 juin 1597, une première bataille entre Français et Anglais en Amérique du Nord se déroule dans le havre d'Halabolina, celle-ci oppose les Anglais du navire Hopewell, mené par Charles Leigh, à 300 Basques et Bretons ainsi que 300 de leurs alliés Micmacs. Sur sa carte de 1632, l'explorateur Samuel de Champlain nomme l'île du Havre Aubert du nom de la « Magdelène », sans donner d'explications sur ce choix.

### Fréquentation et commerce du morse

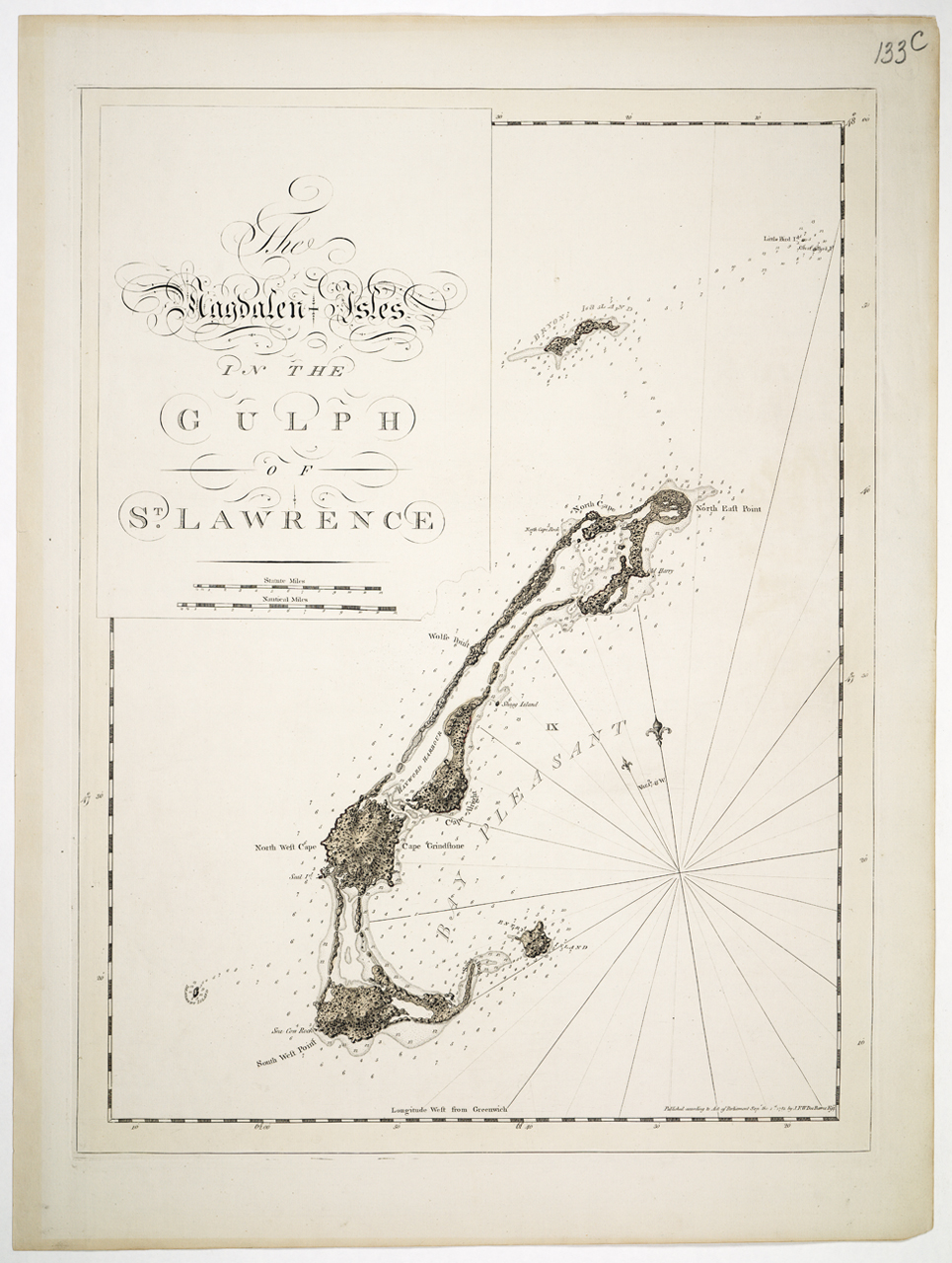
Carte de l'archipel au XVIIIe siècle.

Sous le Régime français, la juridiction de la France sur l'archipel n'est pas contestée. En 1653, le marchand Nicolas Denys obtient de la Compagnie de la Nouvelle-France les droits sur toute la côte et les îles du golfe du Saint-Laurent pour la somme de 15 000 livres. Vers 1660, il autorise un entrepreneur à faire hiverner des hommes sur les îles.
François Doublet lui succède comme propriétaire le 19 janvier 1663. Il obtient du roi de renommer l'archipel en l'honneur de sa femme Madeleine Fontaine. À son arrivée à la mi-mai, son expédition découvre une vingtaine de Basques dans une maison. Des logements et un magasin sont construits durant l'été afin de faire hiverner des hommes pour chasser le phoque et récolter leurs huiles. Rentré en France pour l'hiver, il découvre l'archipel déserté à son retour en 1664.
Richard Denys, fils du premier propriétaire, recouvre ses droits et envoie régulièrement des pêcheurs aux îles de la Madeleine. En 1686, la Compagnie des pêches sédentaires de l’Acadie obtient le monopole de la pêche des îles. La compagnie, dissoute en 1702, aura conçu un plan original d'hivernement impliquant des Français et des Micmacs. Entre 1706 et 1720, Joseph Juchereau de la seigneurie de Beauport fréquente les îles, toujours pour la pêche.
À la suite du traité d'Utrecht, la France réoriente ses visées en Acadie. Les îles de la Madeleine entrent dans l'aire d'influence de la colonie de l'Île-Royale. Elles occupent une nouvelle position stratégique étant à mi-chemin la nouvelle forteresse de Louisbourg et Québec. Les autorités françaises accordent aux Micmacs une protection dans leur chasse aux morses, qui permet la production d'huile négociée à Louisbourg. La hausse du commerce entre l'Acadie et le Canada pourrait être la raison de l'établissement de Canadiens de la région de Québec dans l'archipel dans les années 1730.

### Colonisation acadienne

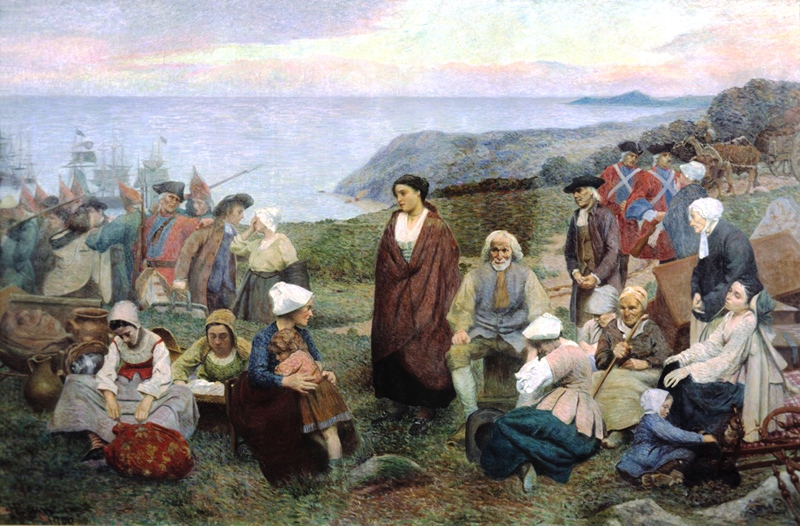
Une partie des habitants des îles sont des descendants d'acadiens expropriés par les Britanniques.

Après la guerre de la Conquête, en 1760, le colonel britannique Richard Gridley (en) obtient l'archipel et commence à engager des Acadiens pour venir aux Îles faire le commerce de la chasse aux morses. En 1763, le traité de Paris place les îles de la Madeleine sous l'autorité de la colonie de Terre-Neuve. En 1765, la petite colonie compte désormais 22 engagés Acadiens installés dans 5 maisons au Havre-Aubert, l'huilerie de morse est quant à elle installée à la Grosse-île. Ces 22 engagés de Gridley, employés de The Sea Cow Fishery, prononcent le serment d'allégeance à la couronne britannique le 3 août 1765, ce qui marque le début officiel de la colonisation permanente des Îles de la Madeleine. Dans les années suivantes, la population regroupe une quinzaine de familles. Les habitants sont principalement issus de l'île Saint-Jean et portent entre autres les noms de Boudreau, Chiasson, Cormier, Lapierre, Haché, Doucet, Desroches ou Poirier. Avec l'Acte de Québec de 1774, l'archipel est rattaché à la province britannique de Québec.
Dans les années 1780-1790, après plus de 200 ans de chasse intensive, les troupeaux de morses sont complètement anéantis, le dernier aurait été vu en 1799. La morue devient alors la ressource privilégiée par les pêcheurs de la Nouvelle-Angleterre. En 1783, le traité de Versailles met fin à la Guerre d'indépendance américaine et permet aux Américains de conserver le droit de pêcher dans les eaux des Îles et de venir sur les côtes pour y préparer leurs captures. À la suite de la Révolution française, le prêtre réfractaire Jean-Baptiste Allain conduit environ 250 Acadiens de Saint-Pierre-et-Miquelon dans l'archipel. La population est principalement concentrée sur l'île du Havre Aubert. Les toponymes de Bassin, Cap-aux-Meules et d'île d'Entrée apparaissent dans les années suivantes.
En 1787, le lieutenant-gouverneur de l'île Saint-Jean demande l'annexion des îles de la Madeleine. Le marin loyaliste Isaac Coffin (en) demande au même moment au gouvernement de Québec de lui faire don des îles. Il deviendra finalement propriétaire à perpétuité en 1798, puis exproprie Gridley. Le morse disparaît des îles l'année suivante. À sa première visite en 1806, Coffin dénombre 223 habitants d'origine française. Il demande leur éviction au gouvernement du Bas-Canada, sans succès.

### Développement de l'agriculture et des institutions

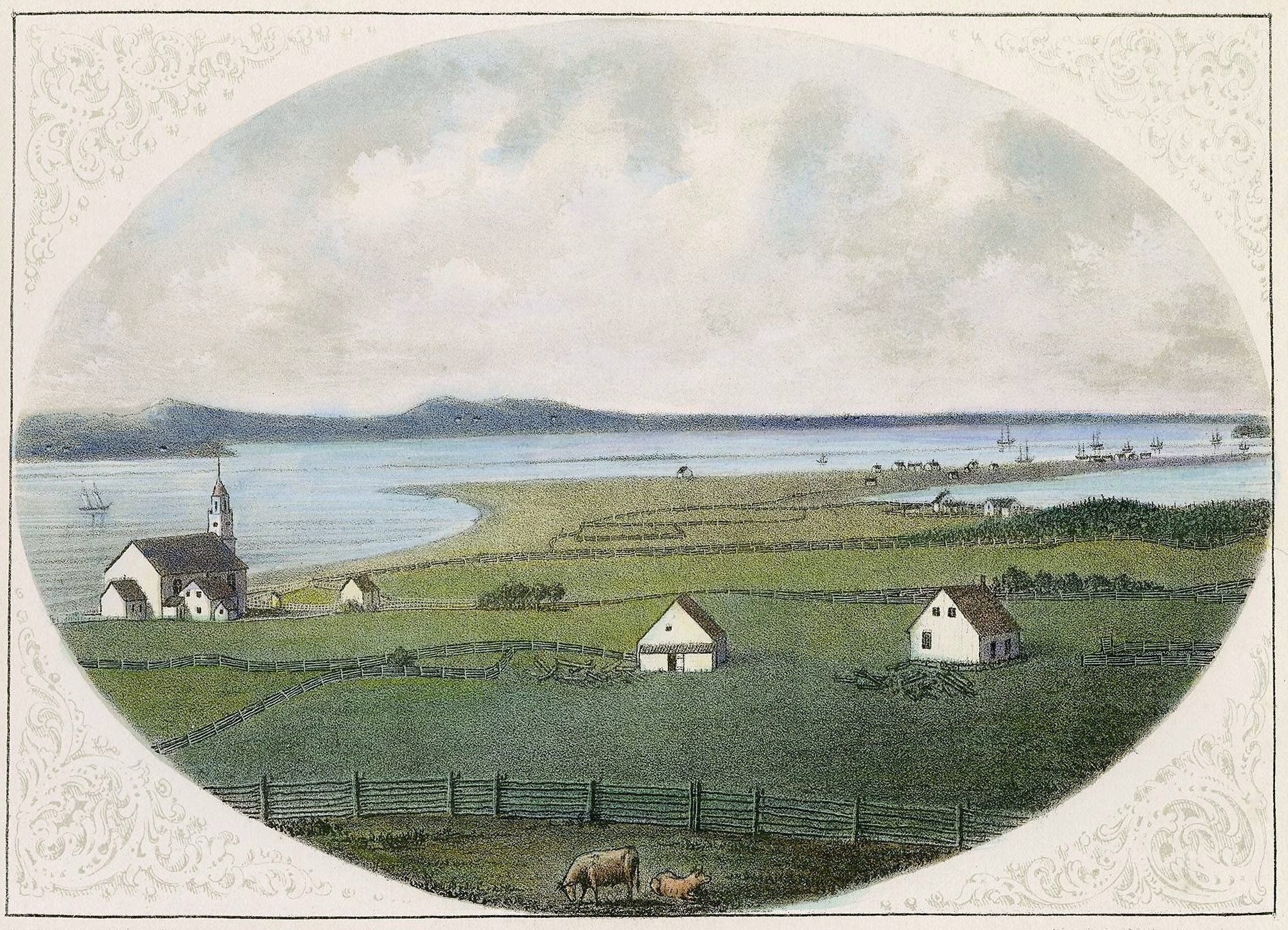
Havre-aux-Maisons en 1866.

Le père Allain effectue des missions estivales au tournant du 19e siècle. La chapelle Notre-Dame-de-la-Visitation est construite à Havre-Aubert. En 1811, Joseph-Octave Plessis, évêque de Québec, accoste dans l'archipel durant un voyage dans les Maritimes. Par la suite, le diocèse enverra des prêtres canadiens desservir la région. L'abbé Pierre Béland sera le premier prêtre résident et exclusif aux îles, arrivé en 1825. L'archipel est rattaché au diocèse de Charlottetown dès sa création en 1829 et ce jusqu'en 1946.
À la suite de diverses misères et injustices auxquelles ils sont alors soumis, les Madelinots se mettent à émigrer continuellement vers des terres nouvelles. Ils vont ainsi fonder plusieurs villages de la basse Côte-Nord dont
- Kegaska,
- Blanc-Sablon (1854),
- Havre-Saint-Pierre (1857),
- Natashquan (1855) et
- Sept-Îles (1872).
- En 1875, début de la pêche au homard avec casiers. L'année suivante débute la première liaison maritime avec Souris, Île-du-Prince-Édouard.
- En 1888, le gouvernement Mercier fait faire une étude sur la tenure des terres aux Îles-de-la-Madeleine; cela mènera à une loi sur le rachat des terres en 1898, mais on ne réglera définitivement le problème que 70 ans plus tard, sous le régime Duplessis, en rachetant les droits seigneuriaux et en faisant exécuter un nouveau cadastre.

Dans les décennies qui suivirent, la propriété des Îles changea de mains plusieurs fois.
- En 1895 est formé le comté des Îles-de-la-Madeleine. Au provincial le gouvernement du Québec permet aux Madelinots de racheter leurs terres du concessionnaire. Débarrassés des tracasseries colonialistes, ils mettront dès lors leurs efforts à surmonter leurs difficultés et à viser l'autosuffisance.
- En 1896, une vingtaine de familles vont s'établir comme colons à Lac-au-Saumon, dans La Matapédia. Dix ans auparavant, une trentaine de familles originaires des Îles et vivant sur la Côte-Nord étaient allées fonder Saint-Théophile en Beauce.
- En 1910, à la suite de la rupture du câble de télégraphie sous-marin on envoie un Ponchon (Baril de mélasse) à la mer contenant entre autres des lettres demandant l'installation de la télégraphie sans-fil aux Iles-de-la-Madeleine.
- En 1912 et 1913, de nombreux Madelinots émigrent à Kénogami. En 1925, on y dénombre 140 familles originaires des Îles.
- En octobre 1946, les Îles sont rattachées au Diocèse de Gaspé.
- En 1947, le Canada accorde aux Îles-de-la-Madeleine le statut d'une circonscription électorale fédérale; ce sera cependant une situation éphémère.
- En 1964, naufrage du chalutier Marie-Carole
- En 1970, la barge Irving Whale fait naufrage entre l'archipel et l'Île-du-Prince-Édouard, déversant 300 tonnes d'hydrocarbures dans les eaux du golfe, à 100 km. des îles.
- En 1975, le Lucy Maud Montgomery assure la liaison maritime entre Cap-aux-Meules et Souris (Île-du-Prince-Edouard)
- En 1976, Denise Leblanc devient la première députée à l'Assemblée nationale du Québec représentant la circonscription des Îles-de-la-Madeleine. Elle est la première native des Îles à représenter la circonscription depuis le départ de Louis-Albin Thériault en 1912, qui lui, sera remplacé par Joseph-Édouard Caron (1912-1928), Amédée Caron (1928-1936), Hormisdas Langlais (1936-1962) et Louis-Philippe Lacroix (1962-1976), tous issus du continent.
- En 1990, naufrage du chalutier madelinot Nadine, ce qui secoue fortement la population locale. Il sombre à 10 miles des Îles, faisant 8 morts comprenant sept Madelinots et une scientifique.
- Le 1er janvier 2002, les municipalités des Îles-de-la-Madeleine sont fusionnées pour créer une seule municipalité.
- En juin 2004, Grosse-Île et Cap-aux-Meules votent en faveur de la « défusion », leur restituant leur ancien statut.
- Le 1er janvier 2006, à la suite d'un autre référendum, la municipalité centrale de Cap-aux-Meules réintègre la municipalité des Îles-de-la-Madeleine : l'archipel comprend alors la municipalité des Îles-de-la-Madeleine et celle de Grosse-Île.
- Au début de 2007, pendant l'hiver, deux incendies majeurs frappent les usines de transformation des produits marins, près des installations portuaires : Madelipêche, à Cap-aux-Meules, et Madelimer, à Grande-Entrée.
- En 2008, naufrage de l'Acadien II, un bateau des Îles, au large du Cap Breton.

## Économie
Pour la plupart des descendants des Acadiens, les Madelinots ont vécu surtout de l'agriculture et de la pêche, et, surtout, aujourd'hui, de celle du homard. Le déclin de la pêche du poisson a favorisé à faire du tourisme une activité économique aussi importante, qui a transformé la vie économique des Îles particulièrement rapidement dans les années 1990 et 2000. On retrouve quelques grosses compagnies engagées dans la transformation : Gros-Cap, Norpro 2000, Madelipêche et Madelimer. Les incendies des deux dernières auront des conséquences certaines sur l'économie des Îles pendant la saison 2007.
L'exploitation minière du sel, à la mine Seleine et la chasse aux phoques sont d'importantes source de revenus pour les Madelinots, cette dernière se déroulant au mois de mars, profitant de la mise bas des phoque du Groenland et à capuchon sur la banquise. Il est à noter que la chasse des blanchons (petit du phoque) est interdite depuis 1988.
Aujourd'hui, bien que l'industrie de la pêche (exploitation et transformation) demeure la première activité économique de l'archipel, l'industrie touristique s'est quant à elle hissée au deuxième rang avec des retombées évaluées à quelque 50 millions de dollars par année.

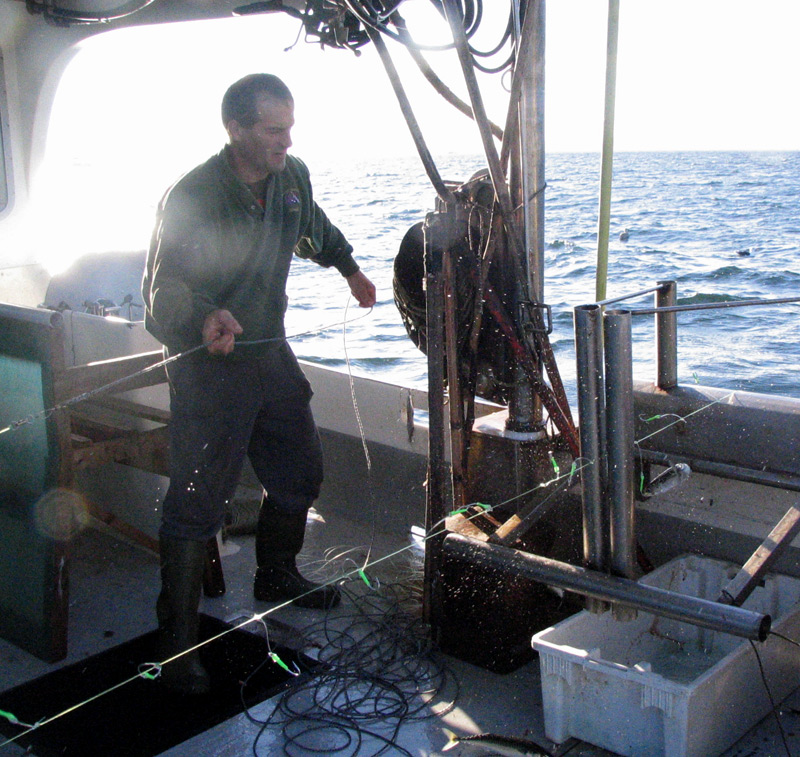
Pêche au maquereau (2006).

### Pêche et mariculture

#### Les poissons
La diminution des ressources en poissons a obligé les Madelinots à restreindre ces activités. Les maquereaux suivent les eaux froides qui ont négligé les Îles depuis 2005. Le hareng est rare en 2006. Le sébaste était jadis transformé en grand volume, ce qu'il n'est presque plus aujourd'hui. Les principales espèces pêchées sont la morue, le flétan, le maquereau, la plie canadienne, la plie grise, le sébaste, le hareng et le turbot. En moindres quantités, on pêche aussi la merluche, le loup, l'aiguillat (requin) la loquette, la raie, la baudroie, l'éperlan, la maraîche (requin), la goberge, l'anguille et l'aiglefin.

#### Les crustacés
Les pêches au homard et au crabe (crabe des neiges) constituent une grosse part des revenus liés à la pêche, leurs marchés s'étant fort développés ces dernières années et les populations s'étant bien maintenues.

#### Les mollusques
La culture de certains mollusques s'y pratique et assure une bonne production de moules (mytiliculture), de pétoncle (pectiniculture) et de coques (myiculture), entre autres dans la lagune d'Havre-aux-Maisons. Une nouvelle entreprise, La moule du large, s'est lancé dans l'élevage de moules et d'huître en mer ouverte depuis 2007. Il s'agit d'ailleurs du seul élevage d'huîtres québécoises. On pêche aussi le pétoncle de façon traditionnelle. On pêche aussi la palourde et un peu de couteau de mer. Le buccin est aussi exploité commercialement.

### Transport

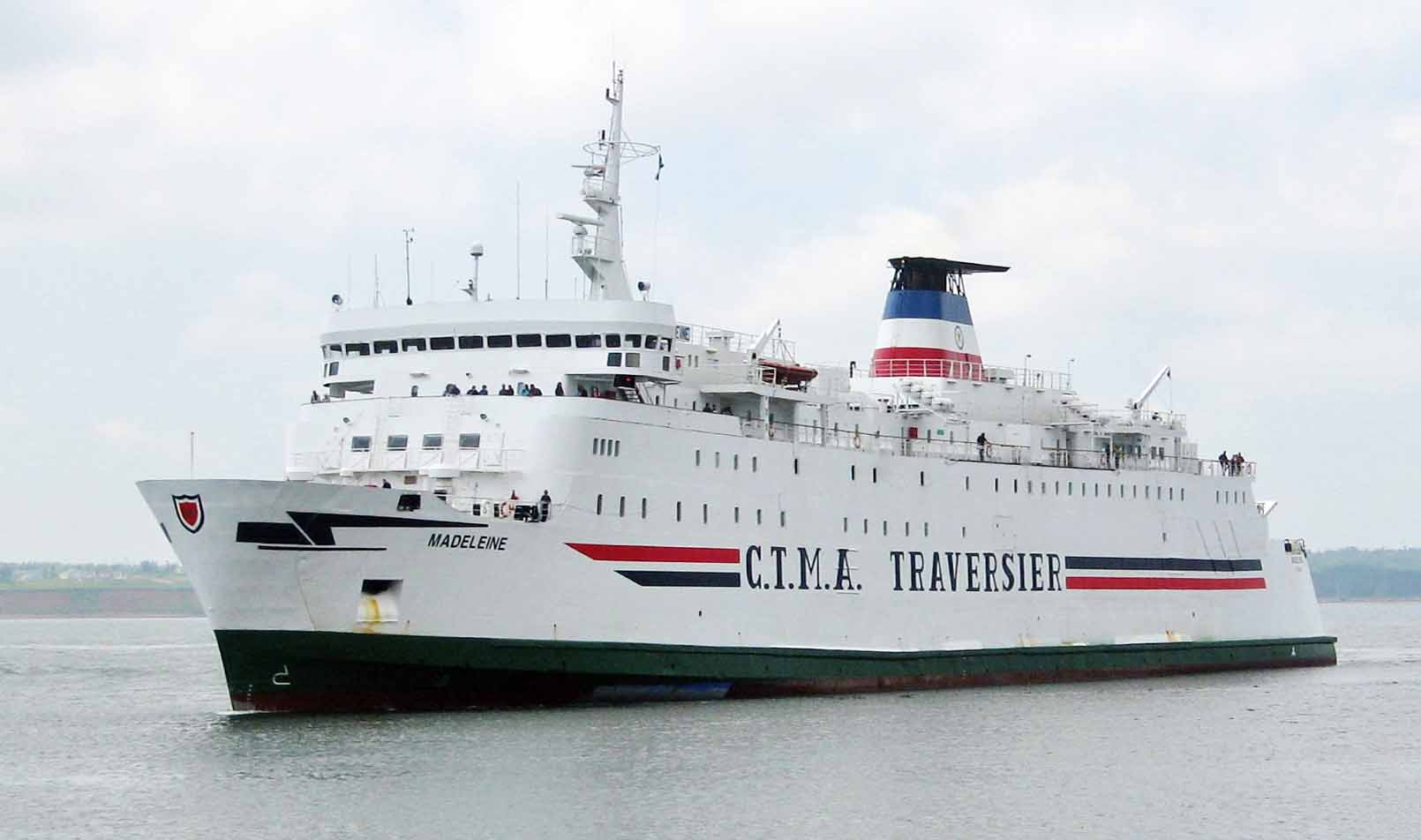
Navire traversier Madeleine de la CTMA.

Les transports sont une préoccupation constante pour les Madelinots. L'avion et le bateau sont les deux moyens de transport pour accéder au reste du continent. L'aéroport local est le Les Îles-de-la-Madeleine.
Pascan Aviation assure trois vols en destination de l'archipel chaque jour, dont certaines lignes passent par Bonaventure et Gaspé (Gaspésie), Mont-Joli, Québec, Montréal (St-Hubert). Air Canada Express offre deux vols par jour au départ de Montréal et Québec.
Air Saint-Pierre assure également une liaison depuis Saint-Pierre-et-Miquelon.
Pour le transport par bateau, la Coopérative de transport maritime et aérien possède plusieurs navires, notamment le Madeleine qui faisait la liaison entre Cap-aux-Meules et Souris à l'Île-du-Prince-Édouard jusqu'en mai 2021. Depuis, c'est le nouveau navire Madeleine II qui réalise cette liaison. Un service de transport de marchandises est assuré une fois par semaine en partance de Montréal l'été et de Matane pendant l'hiver. Depuis le début des années 2000, un service de croisières est offert aux Québécois désirant visiter l'archipel. Quatre lieux d'embarquement sont prévus soit: Montréal, Québec, Matane et Chandler en Gaspésie.

## Culture

### Langue

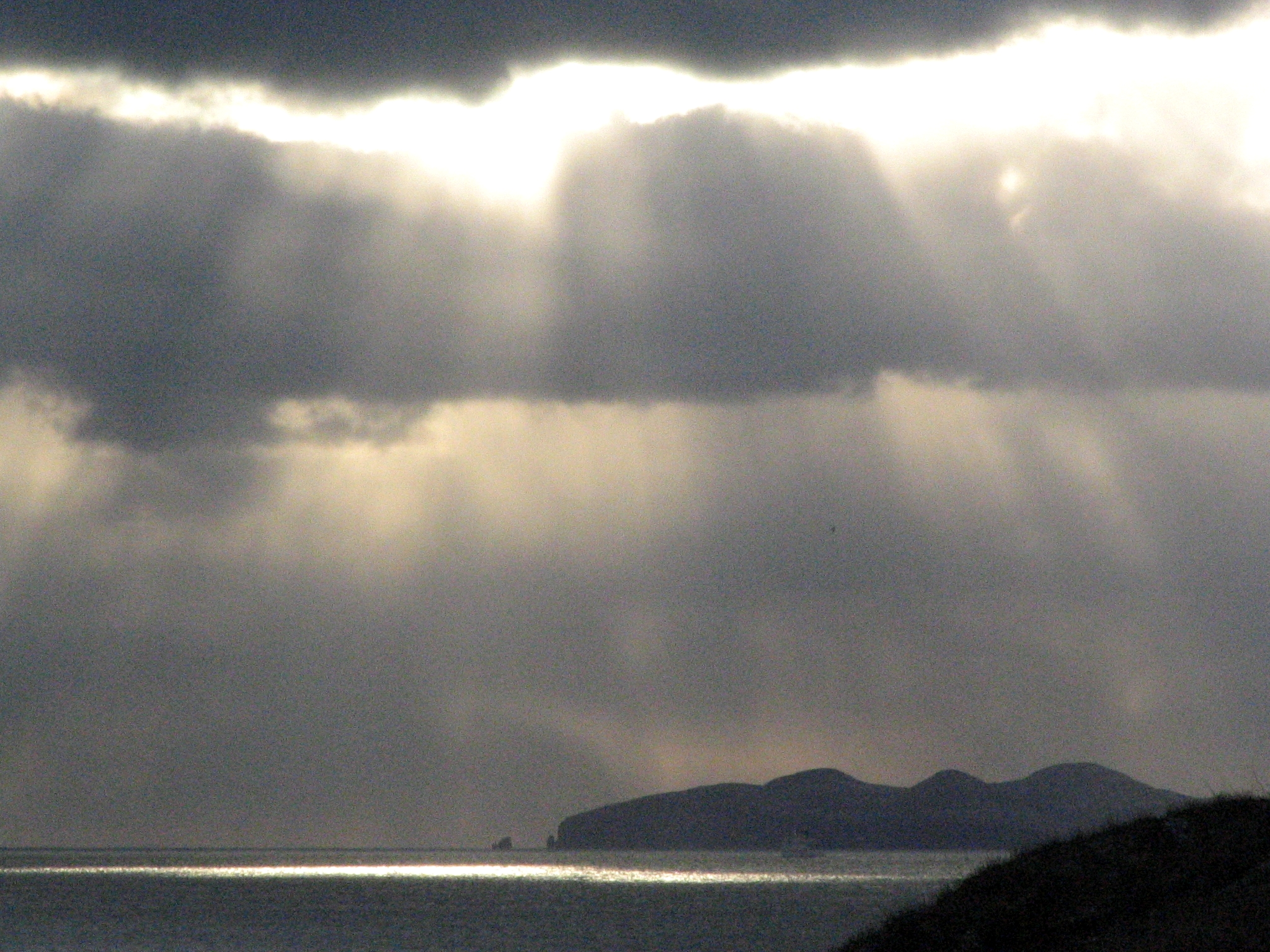
Pied-de-vent, devant l'Île d'Entrée.

Au fil de son histoire de communauté insulaire criblée d'exodes et d'immigrations, le peuple madelinot s'est forgé un dialecte propre, appartenant à la famille des dialectes acadiens, qui est truffé d'emprunts et d'adaptations venant de la langue anglaise. Sébastien Cyr nous apprend, dans son glossaire Le sel des mots, 1 200 mots du langage madelinot. Ainsi, éloise signifie « éclair électrique », élan « bon laps de temps », loup-marin « phoque » et forlaquer « manquer à ses devoirs moraux », en parlant de la femme. Plusieurs spécificités sont redevables à la géographie (pied-de-vent, éloise, un vent à écorner les bœufs) et à la biodiversité (foin de dune, loup-marin, échouerie), qui ont tantôt maintenu en vie de vieux mots, tantôt créé le besoin de néologismes.

### Organismes culturels
Il y a plusieurs organismes culturels dont AdMare, Centre d'artistes en art actuel des Îles-de-la-Madeleine, fondé en 1998, Arrimage, Corporation culturelle des Îles-de-la-Madeleine, fondée en 1990 et Au Vieux Treuil.

### Tourisme

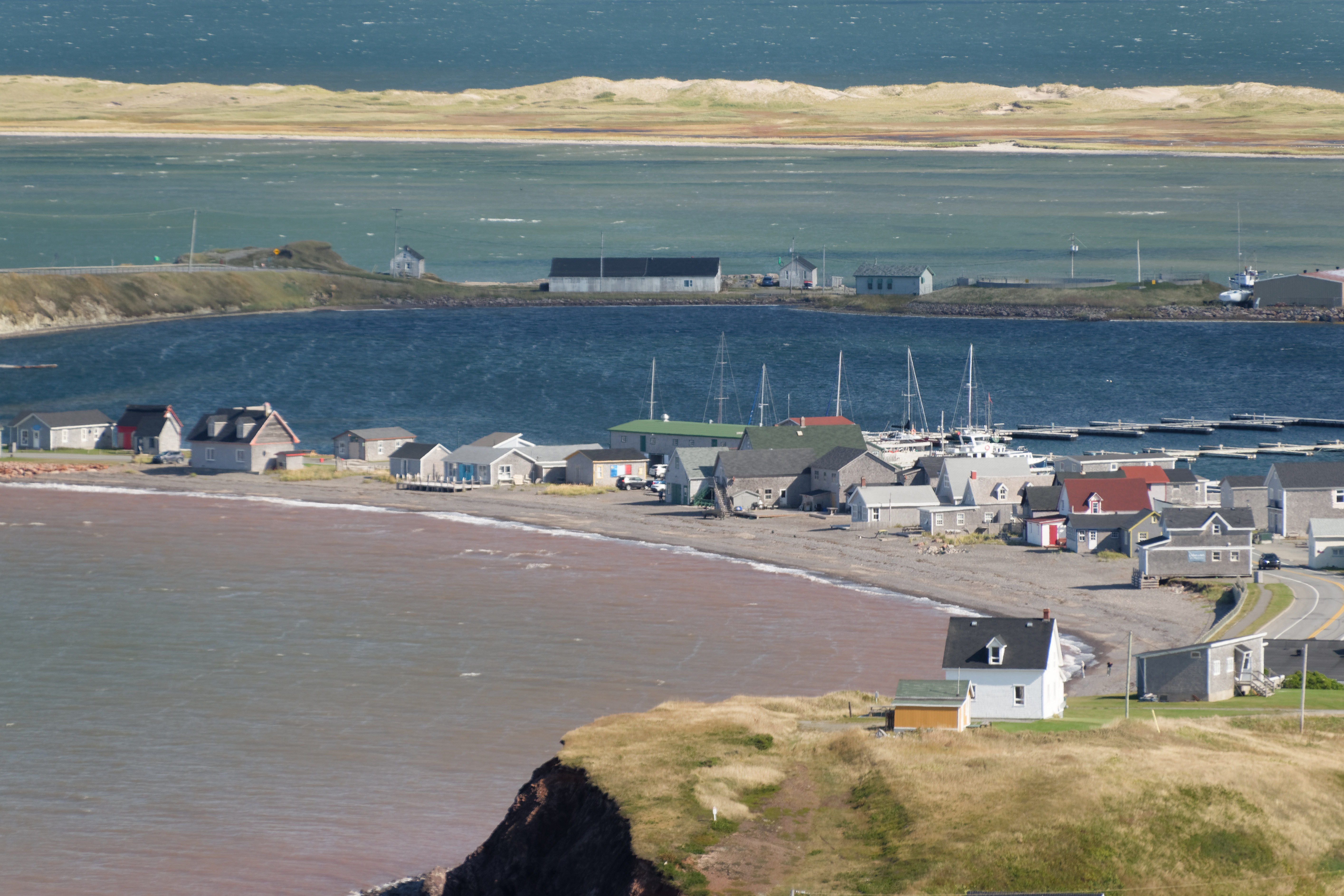
Site historique de La Grave.

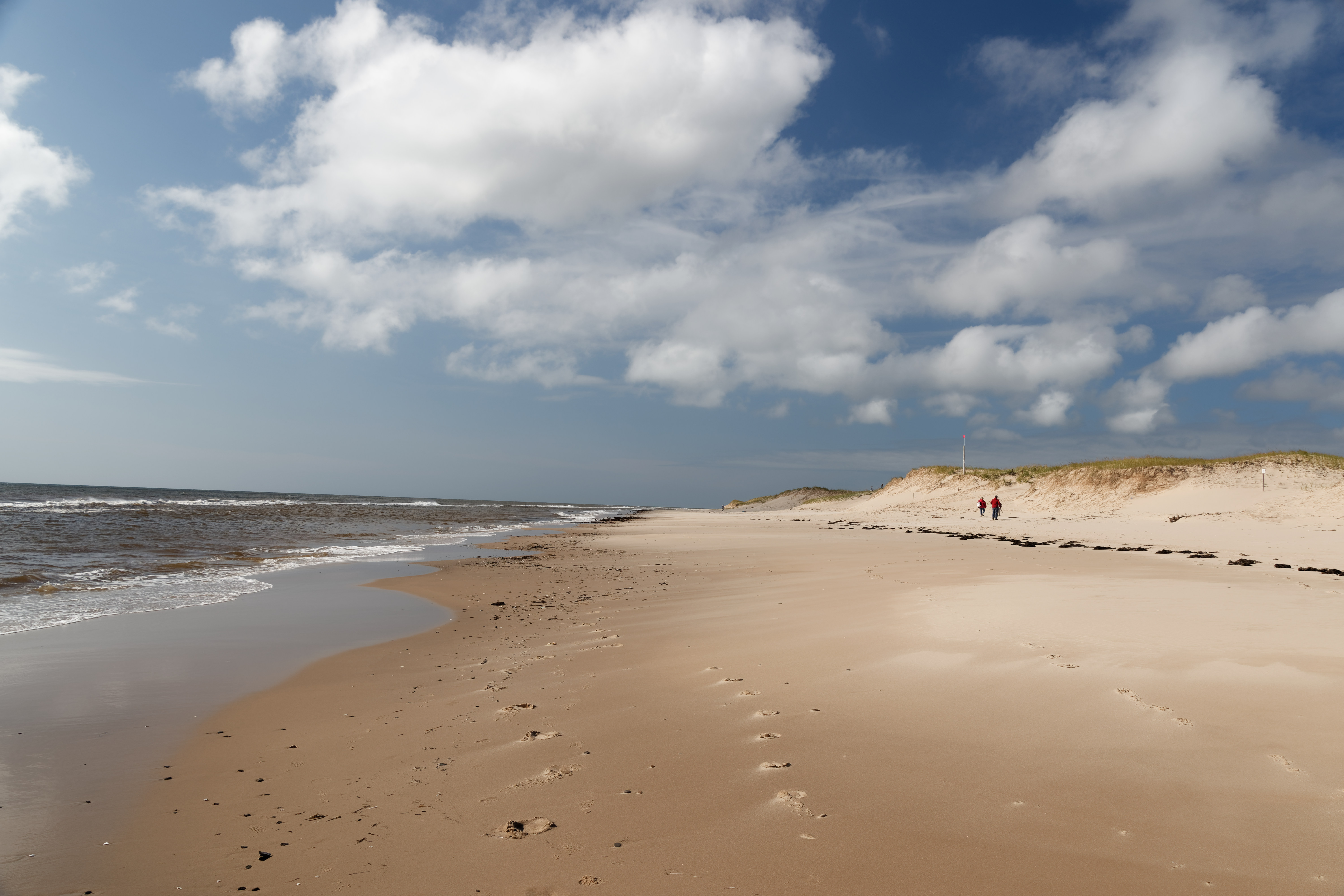
La plage du Bout du banc (Sandy Hook) à Havre-Aubert.

Les Îles sont un espace exceptionnel au milieu du golfe, offrant aux visiteurs leur nature sculptée par les vagues et le vent et également leur patrimoine culturel original :
- La plage et la baignade ;
- La voile, la planche à voile, le kite-surf et le cerf-volant ;
- Les excursions en bateau, en zodiac, en kayak de mer, en plongée sous-marine ;
- L'équitation ;
- La gastronomie des Îles et ses produits du terroir ;
- Le golf ;
- Les différents musées à visiter, le Musée de la Mer (Acadie) ;
- Le site historique de La Grave ;
- La villégiature.

#### Festivals
Ils donnent le rythme de la furtive saison touristique :
- La Fête aux saveurs de la Mer ;
- Concours des Châteaux de Sable des Îles de la Madeleine, se déroulant depuis 1986 ;
- Festival de contes: Festival international Contes en îles ;
- Festival de courts métrages Images en Vues ;

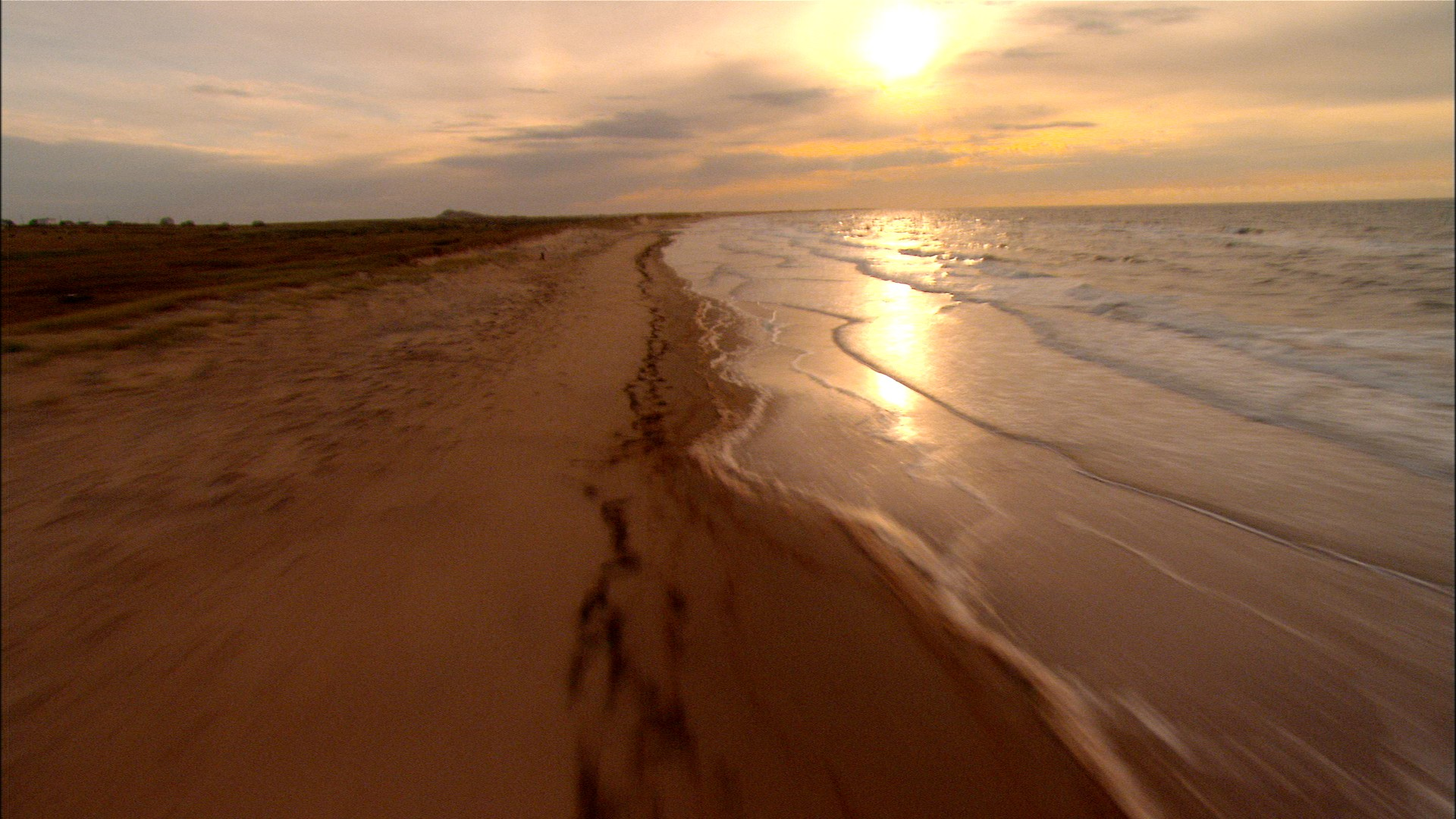
Paysage maritime, Îles-de-la-Madeleine.

- Festival Acadien.

### Produits du terroir
À la suite du déclin continu de la pêche et de l'agriculture aux Îles depuis 1970, l'archipel se diversifie et on y trouve quelques produits renommés.
- La microbrasserie À l'abri de la tempête brasse plusieurs bières.
- La Fromagerie du Pied-De-Vent, au Havre-aux-Maisons, fabrique quelques fromages.
- La Boucherie Côte-à-Côte prépare différentes charcuteries à base de loup-marin.
- Un élevage de sangliers se fait à Fatima et des produits transformés de sanglier s'y font aussi.

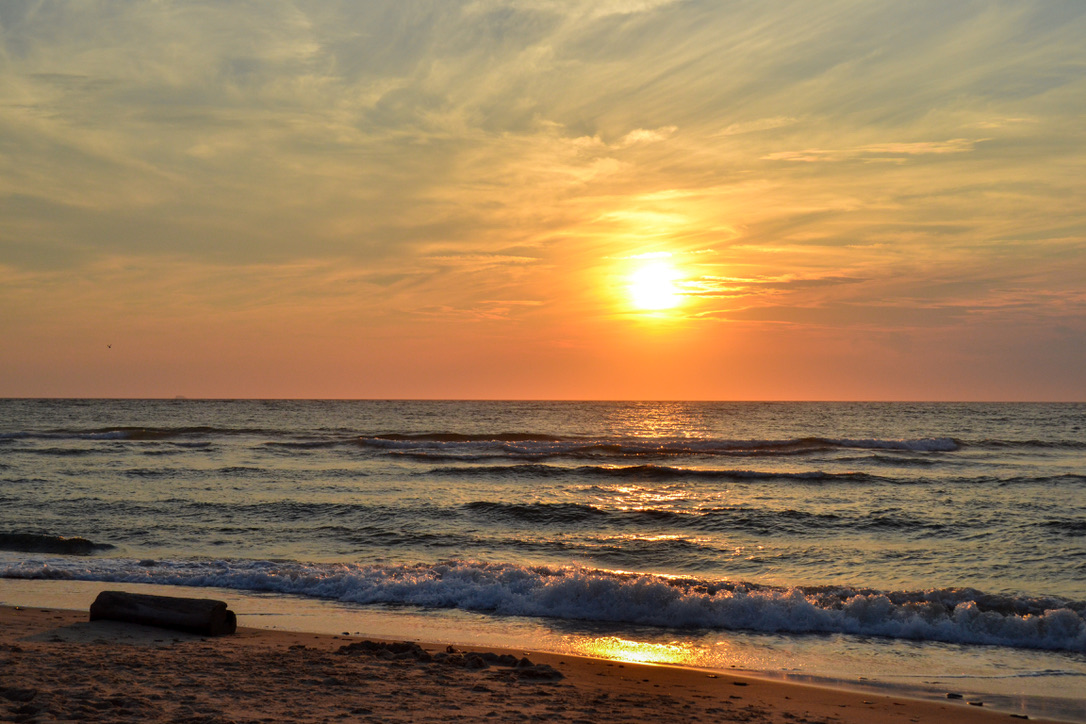
Coucher de soleil, Îles-de-la-Madeleine.

- Coucher de soleil, Îles-de-la-Madeleine.Le Fumoir d'Antan, à Havre-aux-Maisons, produit notamment du maquereau fumé et de l'anguille fumée.
- Miel en Mer, à Havre-aux-Maisons, produit du miel naturel.
- Plusieurs producteurs indépendants des Îles mettent en pots Mason des produits de la mer et de la terre, dont les plus commercialisés seraient le maquereau, les palourdes, et le tomali (pâte de homard).
- Les Cafés du Moussonneur transforme, torréfie et prépare des cafés d'exceptions. Les grains de café sont disposés sur les plages de l'Archipel et s'imprègent d'un franc caractère salin.
- À Havre-aux-maisons, le « Barbocheux » fabrique de la « bagosse ». Il s'agit d'un vin typiquement madelinot, fait à base de végétaux cultivés et sauvages.
- En plus du pétoncle produit par l'élevage en suspension depuis 2006, Culti-mer produit de la moule. Des produits exclusifs comme le pétoncle vivant "princesse" y sont produits et expédiés à l'année sur les marchés de Québec et Montréal.
- D'excellentes moules d'élevage sont produites dans l'archipel, entre autres par Moules de Culture des Îles et Grande-Entrée Aquaculture.
- Le Bon Goût Frais des Îles-de-la-Madeleine constitue un regroupement de plus de 35 producteurs locaux totalisant plus de 225 produits différents.
- La Boulangerie Madelon, à Cap-aux-Meules, offre une diversité de palourdes[35].
- Le Verger Poméloi, sur l'île-du-Havre-Aubert, fabrique des gins à saveur d'eau-de-vie de pommes[36].

### Médias
De nombreux moyens de communication sont à la disposition des madelinots. Les madelinots sont desservis par une radio communautaire, CFIM, qui organise un Concours des Châteaux de Sable des Iles de la Madeleine (CFIM 92.7) depuis le 15 novembre 1981. Un hebdomadaire (Le Radar) est distribué dans un grand nombre de points de vente sur l'archipel. Une compagnie de cablodistribution offre un service télévisuel. Internet, quant à lui, est offert sur le territoire madelinot depuis novembre 1996.

## Culture populaire
Le roman Entry Island (2013), de l'auteur écossais Peter May, se déroule sur les Îles, notamment l'Ile d'Entrée, et met en scène une enquête de la Sureté du Québec concernant un homicide lié à l'arrivée de migrants écossais au milieu du XIXe siècle dans la foulée des Highland Clearances.

## Éducation

### Écoles
- Commission scolaire des Îles[37]
- Cégep de la Gaspésie et des Îles[38]

### Recherche
Nombreux chercheurs de diverses universités et centres de recherches gouvernementaux visitent l’archipel chaque année afin d’y mener leurs recherches. En effet, les Îles-de-la-Madeleine présentent des particularités très intéressantes sur le plan des habitats naturels marins et terrestres, ainsi que sur le plan historique.
Un centre de recherche sur la mariculture du ministère de l'Agriculture, des Pêcheries et de l'Alimentation du Québec y est présent depuis les années 1970.
En 2004, on y a fondé le Centre de recherche sur les milieux insulaires et maritimes (CERMIM), affilié à l'Université du Québec à Rimouski (UQAR).

## Démographie
Au recensement de 2016, l'archipel compte 12 010 habitants, dont l'origine est acadienne à 85 %, le reste de la population est soit canadienne-française, gaélique (écossaise, irlandaise) ou anglaise. Les habitants ont 94 % le français comme langue maternelle et l'anglais pour environ 6 % de la population. Les membres de la communauté de langue anglaise se concentrent à Grosse-Île, Old Harry et l'île d'Entrée. De façon générale, la population anglophone a commencé à décliner après la Seconde Guerre mondiale, surtout à l'île d'Entrée. Étant restée homogène et relativement isolée pendant longtemps, la population s'est vue intégrer de plus en plus de personnes d'origines ethniques diverses, qui restent néanmoins peu nombreuses, surtout depuis le boum touristique au tournant du siècle.

### Villages

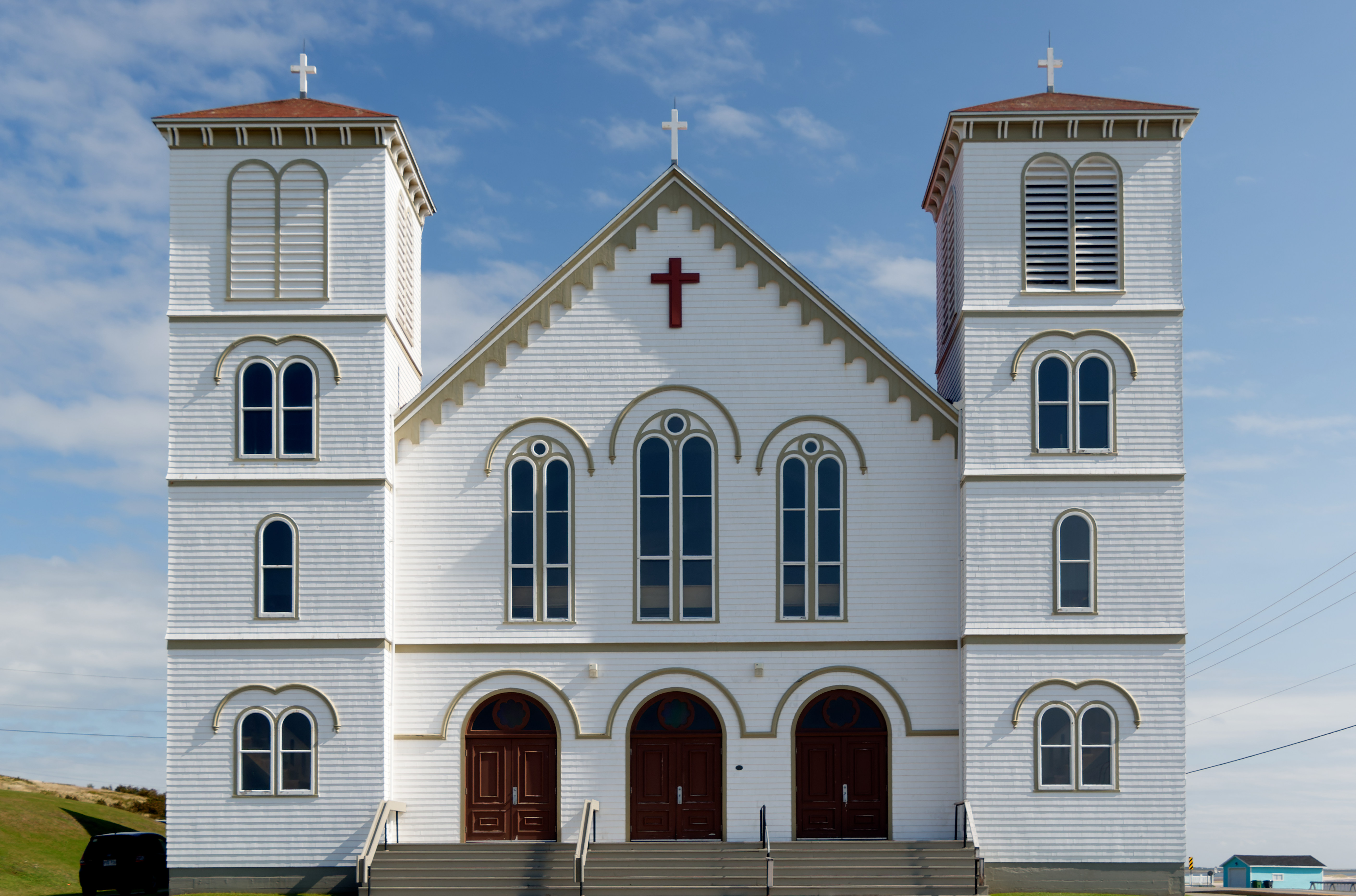
Église Saint-François-Xavier de Bassin.

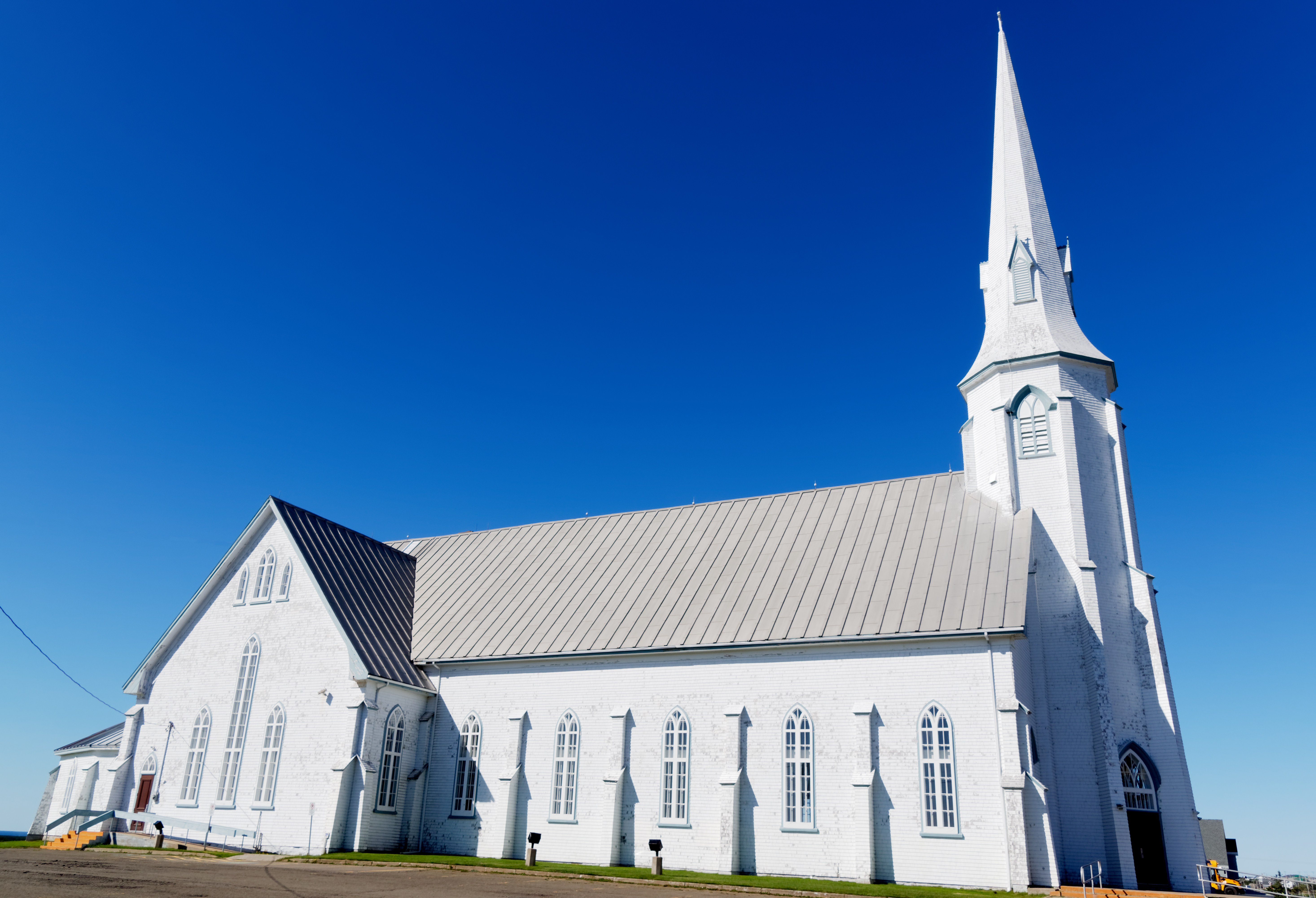
Église Saint-Pierre de Lavernière (Étang-du-Nord).

Les habitants des Îles-de-la-Madeleine, se regroupent en 11 localités ou « autour de 11 clochers » :
- Île d'Entrée (anglophone)
- Sur l'île du Havre-Aubert
  - Havre-Aubert
  - (Bassin)
- Sur l'île du Cap-aux-Meules
  - Étang-du-Nord
  - Cap-aux-Meules
  - Fatima
- Havre-aux-Maisons
- Pointe-aux-Loups
- Grosse-Île (anglophone)
- Sur l'île de la Grande-Entrée
  - Old Harry (anglophone)
  - Grande-Entrée

## Administration
L'archipel se divise en 2 municipalités :
- Municipalité des Îles-de-la-Madeleine (Havre-Aubert, Fatima, L'Étang-du-Nord, Cap-aux-Meules, Île d'Entrée, Havre-aux-Maisons, Grande-Entrée, Bassin, Pointe-aux-Loups et Corps-Mort)[40].
- Grosse-Île (Grosse-Île, Old Harry, Île Brion et le Rochers aux Oiseaux[41]).

Les 2 municipalités forment également la Communauté maritime des Îles-de-la-Madeleine qui jouit de pouvoirs similaires à ceux des Municipalités régionales de comté (MRC).

### Représentation provinciale
Les Îles de la Madeleine font partie de la circonscription électorale provinciale Îles-de-la-Madeleine. Le député actuel est Joël Arseneau du Parti québécois,.

### Représentation fédérale
La circonscription électorale fédérale de Gaspésie—Les Îles-de-la-Madeleine—Listuguj intègre tout l'archipel et le représente au Parlement du Canada par l'élection d'un député fédéral. Actuellement[Quand ?], la députée de la circonscription est Diane Lebouthillier du Parti libéral du Canada,.

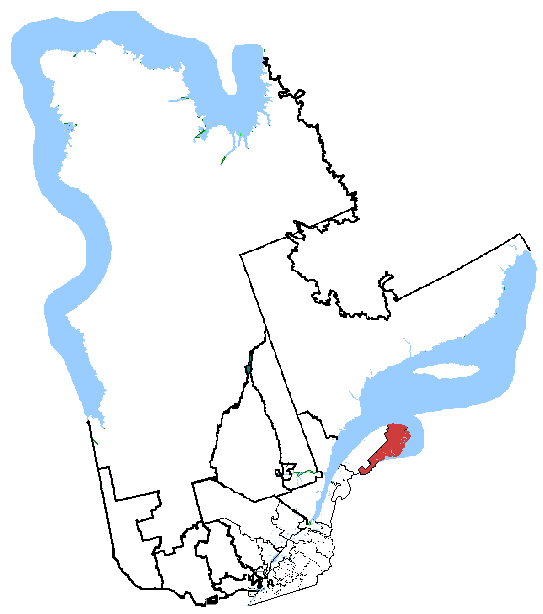
La circonscription fédérale Gaspésie—Îles-de-la-Madeleine.

## Personnalités
- Patrick Peter Delaney du Parti libéral du Québec est le premier député des Iles de la Madeleine en 1897.
- Placide Vigneau (1842-1926), auteur et gardien du phare de l'Île-aux-Perroquets.
- Le groupe Suroît originaire de Fatima et de la Pointe-aux-Loups créé en 1977
- Pol Chantraine, écrivain d´origine belge a vécu la plus grande partie de sa vie aux îles.
- Eudore Labrie (1917-2006), communément appelé « Docteur Labrie », est un médecin, pharmacien, dentiste, chirurgien et homme politique, originaire de Saint-Quentin, au Nouveau-Brunswick; ayant œuvré dans le domaine de la santé aux îles de 1948 à 1992. On l'honora en 1993 en baptisant la bibliothèque médicale de l'hôpital ainsi que le CHSLD en son nom. Il a aussi été maire de Cap-aux-Meules de 1961 à 1967. Un endroit à Cap-aux-Meules est appelé « la butte du Docteur Labrie ». Cette butte est baptisée ainsi, car sa demeure y était installée.
- Céline Lafrance, écrivaine, cinéaste et animatrice radiophonique originaire de Maniwaki et installée aux Îles de la Madeleine depuis 1996[47].
- Georges Langford, poète et chansonnier originaire d'Havre-aux-Maisons, auteur de la célèbre chanson Le frigidaire, popularisée par Tex Lecor.
- Léo Lasalle, médecin aux Îles de 1972 à 1981. Par la suite, Dr Lasalle pratique la médecine à Verdun et dans de nombreux CHSLD et Centres Hospitaliers. En particulier l’hôpital de réadaptation Villa Medica où il a mis sur pied le programme de réadaptation des victimes de brûlures graves au sein du Centre d’expertise pour le traitement des victimes de brûlures graves de l’ouest du Québec. Il a aussi fondé deux organismes de soutien pour des personnes avec des handicaps, le Théâtre Aphasique et Entraide Grands Brûlés. Il a aussi fait partie du comité pour l’implantation de la radio communautaire CFIM (1977-1981)
- Denise Leblanc, professeure, directrice et femme politique, originaire de l'Étang-du-Nord ; elle a été la ministre québécoise de la Fonction publique de 1981 à 1984 et aussi pendant quelque temps la ministre responsable de la Condition féminine. Le campus des Îles de la Madeleine (affilié au Cégep de la Gaspésie et des Îles) a été nommé « Campus Denise Leblanc » en son honneur.
- Élaine Richard, conteuse et porteuse de tradition[48]
- Mario Saint-Amand, acteur québécois né en 1968, il a été cofondateur, avec Nathalie Bourgeois et Céline Lafrance, du KinOcéan, la version madeleinienne du Kino.
- Jean Lemieux, cet écrivain et médecin né à Iberville vit présentement aux Îles et y a vécu plusieurs années de sa vie. Les intrigues dans ses romans se déroulent aux Îles-de-la-Madeleine. Il fait référence à une multitude de lieux dans son œuvre.
- Gervais Pomerleau, auteur originaire de Jonquière mais habitant désormais aux Îles-de-la-Madeleine.
- Jean Lapierre (1956-2016) avocat, analyste politique et homme politique fédéral, député de la circonscription fédérale de Shefford au Québec de 1979 à 1992 et député de la circonscription fédérale d'Outremont de 2004 à 2007 né à Bassin, Qc, le 7 mai 1956. Il meurt le 29 mars 2016 à Havre-aux-Maisons, Qc[49],[50].
- Mario Cyr, photographe - vidéaste spécialisé dans les eaux arctiques
- Pascal Chevarie, dramaturge et scénariste
- Sonia Painchaud, musicienne, chanteuse et directrice musicale
- Marie-Line Leblanc, artiste et chercheuse en arts visuels
- Marie-Ève Laure, autrice-compositrice-interprète
- Les frères Stéphane et Steeve vigneault, combattants professionnels d'Arts Martiaux Mixtes

### Lectures suggérées
- Pauline Carbonneau, Découverte et peuplement des Îles-de-la-Madeleine, Éditions La Morue verte, 2016. 280 pages.
- Céline Lafrance, Des Îles de la Madeleine à l'île Nepawa : récit de vingt-sept familles madeliniennes ayant émigré en Abitibi en 1941 et 1942, Éditions La Morue verte, 2017. 325 pages.
- Deux cents ans d'histoire - Album souvenir, Musée de la Mer, Îles-de-la-Madeleine, 1993. 212 pages, nombreuses photos en n&b.
- Azade Harvey - Auguste LeBourdais, naufragé en 1871 aux Îles-de-la-Madeleine, Éditions Intrinsèque, Montréal, 1979. 80 pages, photos en n&b.
- Paul Larocque et Jean-Charles Fortin, Histoire des Îles-de-la-Madeleine, PUL, Coll. « Les régions du Québec », 2003, 406 pages.
- Jean-Charles Fortin, Les Îles-de-la-Madeleine, PUL, Coll. « Les régions du Québec... Histoire en bref », 2004, 192 pages.
- Pierrette Molaison, Je vis sur une île, Éditions du Flâneur, Îles-de-la-Madeleine, 2023, 184 pages[51].